# Путешествия Чжэн Хэ
Путеше́ствия Чжэн Хэ (кит. трад. 鄭和下西洋, упр. 郑和下西洋, пиньинь Zhèng Hé xià Xīyáng, палл. Чжэн Хэ ся Сиян, буквально: «Чжэн Хэ идёт в Западный Океан») — семь плаваний огромного китайского флота в Юго-Восточную Азию и Индийский океан в 1405—1433 гг., во времена правления императоров Чжу Ди и Чжу Чжаньцзи эпохи Мин. Руководителями плаваний (в ранге «главных послов», чжэнши 正使) были императорские евнухи: либо единолично Чжэн Хэ, либо Чжэн Хэ и Ван Цзинхун. Флот следовал по важнейшим торговым путям вокруг Азии, достигнув в своих первых трёх плаваниях Южной Индии, а в следующих четырёх и побережья Персидского залива. Отдельные эскадры флота также посетили многие порты на аравийском и африканском берегах Аравийского моря.
Считается, что главной целью путешествий были поднятие престижа Минской империи и введение заморских государств в традиционную систему вассальных отношений с Китаем.

## Мотивы
Треть столетия (1402—1435 годы), в течение которой на минском троне восседали императоры Чжу Ди (Юнлэ) и его внук Чжу Чжаньцзи (Сюаньдэ), была во многих отношениях весьма необычным периодом для почти трёхсотлетней истории империи Мин. По сравнению как со своими предшественниками, так и преемниками режим Чжу Ди (и до какой-то степени, Чжу Чжаньцзи) отличался энергичной (и дорогостоящей) военной и дипломатической деятельностью, направленной на усиление влияния «Срединного Государства» — то есть китайской Минской империи — во всех четырёх сторонах света. За двадцать с небольшим лет царствия Чжу Ди его высокопоставленные посланцы посетили практически всех ближних и дальних соседей минского Китая, стараясь обеспечить хотя бы формальное, а иногда и реальное признание ими китайского императора как своего господина.
По мнению историков, среди причин организации этих экспедиций было как желание Чжу Ди получить международное признание Минской империи, пришедшей на смену монгольской империи Юань, так и утверждение законности его собственного пребывания на троне, узурпированном им у своего племянника Чжу Юньвэня. Последний фактор, возможно, усугублялся хождением слухов, что тот отнюдь не погиб при пожаре нанкинского императорского дворца, а смог бежать и скрывается где-то в Китае или за его пределами. Официальная «История Мин» (составленная почти 300 лет спустя) утверждает, что розыск пропавшего императора был одной из целей и для экспедиций Чжэн Хэ. Кроме того, если бы Чжу Юньвэнь оказался жив и искал поддержки за рубежом, экспедиция Чжэн Хэ смогла бы помешать его планам и показать, кто в Китае является подлинным властителем.
Другим важным мотивом, побудившим Юнлэ предпринять широкомасштабные морские экспедиции и улучшить контакты с соседями по континенту, было желание оживить внешнюю торговлю Китая, заглохшую за годы изоляционистского режима Чжу Юаньчжана. В то время, как налоговое бремя, возлагавшееся на крестьян, было уже достаточно тяжким, Чжу Ди полагал, что именно внешняя торговля сможет послужить прибыльным источником для пополнения императорской казны. К тому же в первые годы правления Чжу Ди в результате походов Тамерлана оказались закрыты привычные сухопутные пути торговли с Центральной Азией. Некоторые историки полагают, что одной из первоначальных целей посылки морских экспедиций в Индийский океан мог быть поиск потенциальных союзников против империи Тамерлана; впрочем, эта цель вскоре потеряла актуальность, так как Тамерлан умер вскоре после того, как пошёл войной на Китай, а с его наследником, Шахрухом, отношения у Юнлэ вскоре наладились.
Как бы то ни было, с географической точки зрения внешняя политика режима Юнлэ была поистине всесторонней. На востоке многочисленные китайские и корейские посольства пересекали Жёлтое море, чтобы подтвердить вассальную зависимость Кореи от Минской империи. На западе посланцы минского императора посещали двор Тамерлана и его преемника Шахруха в Самарканде и Герате  и приглашали
тибетского кармапу в Нанкин.
На севере императором Юнлэ было проведено пять военных кампаний для подчинения монголов и организовывалась меновая торговля с «мирными» монголами, а флот евнуха-адмирала Ишихи спускался до низовий Амура, объявляя тамошних чжурчжэней данниками минской империи.
Кроме внешнеполитических целей, экспедиции Чжэн Хэ призваны были произвести картографическую съёмку местности и носили в какой-то мере научный характер. Особенно важным представлялся поиск и отбор экзотических животных и растений, представлявших интерес для медицины.

## Золотой флот
Строительство кораблей для экспедиций Чжэн Хэ, по всей вероятности, было лишь частью обширной судостроительной программы, развёрнутой в первые годы эры Юнлэ. Согласно осторожным подсчётам специалиста по минской военной и морской истории Эдварда Дрейера, флот экспедиций Чжэн Хэ состоял, как правило, приблизительно из 250 судов: 40—60 огромных «кораблей-сокровищниц» (баочуань) и около 200 судов обычных для китайских моряков и корабелов того времени размеров.
Строительство «кораблей-сокровищниц» развернулось на судоверфи Лунцзян («Драконовая река»). Это огромное предприятие расположилось прямо под стенами Нанкина — столицы империи Мин того времени, на реке Циньхуай близ её впадения в Янцзы. Достоверной информации об этих судах сохранилось очень мало, но согласно существующей исторической традиции, закреплённой в «Истории Мин», крупнейшие из этих судов были поистине огромны, имея 44 чжана (не менее 117 м) в длину и 18 чжанов (не менее 48 м) в ширину. Об осадке этих судов минские источники ничего не сообщают, но историки полагают, что она была близка к максимально возможной для их прохода по Янцзы из Нанкина в море (и, возможно, по реке Муси в Палембанге на Суматре), то есть около 6—7,5 м.
Хотя историки продолжают спорить, до какой степени можно верить данным о размерах этих судов, содержащимся в «Истории Мин», многие авторы как в Китае, так и за его пределами (включая того же Дрейера), полагают, что они вполне могли соответствовать действительности. Если это действительно так, то широкие и плоскодонные суда-сокровищницы в несколько раз превосходили по размерам современные им европейские корабли. Они в два раза превосходили по длине и в несколько раз по водоизмещению крупнейшие европейские парусные деревянные суда — трёхдечные линейные корабли XVIII — начала XIX веков. Они были сравнимы по длине с крупнейшими когда-либо существовавшими парусными судами, например, такими парусными гигантами начала XX века как «Пруссия» (Preußen); однако эти гораздо более поздние суда имели стальные корпуса и вспомогательные паровые машины для контроля парусов. Осадка «сокровищницы», видимо, была лишь ненамного меньше «Пруссии» (8,26 м), но минский гигант был в три раза шире германского винджаммера (16,3 м).
Историки считают, что флот Чжэн Хэ, построенный на основе принципов, разработанных китайскими корабелами в условиях прибрежных морей, был главным образом рассчитан на путешествия по сравнительно спокойным прибрежным водам и эстуариям Восточной и Южной Азии. Его самые длинные переходы в открытом море были через Южно-Китайское море (из Китая в Юго-Восточную Азию), Бенгальский залив (между северной оконечностью Суматры и Цейлоном) и Аравийское море (между Цейлоном или Южной Индией и Персидским заливом, Аравией и Африканским Рогом) — то есть по традиционным торговым путям с хорошо известным и более или менее предсказуемым режимом стабильных муссонных ветров, где в благоприятных условиях флот двигался со средней скоростью до 2,5 узлов (4,6 км/ч). Однако на таких судах едва ли можно было плавать, например, в Ревущих сороковых, вокруг мыса Горн.
Личный состав экспедиций состоял из около 27—28 тысяч человек. В некоторых путешествиях флот делился на эскадры, которые двигались раздельно.

## Отличия от европейских путешествий
Кроме разницы в размере кораблей, их количестве и технологии постройки между китайскими и европейскими экспедициями того же времени имелись отличия другого характера. В противоположность европейцам, китайцы не были заинтересованы в налаживании постоянной торговли или в покорении новых территорий — от туземных властителей требовались лишь формальное признание китайского императора как господина и посылка посольств с дарами в Нанкин (на которые минский двор отвечал щедрыми ответными дарами). Также, в отличие от европейцев, они не стремились основать там фактории или базы и тем более ввести свою религию.
Основной целью китайских мореплавателей было установление формально вассальных дипломатических отношений по традиционной китайской модели, причём оружие шло в ход только в случае, если им приходилось сталкиваться с враждебным к себе отношением. Впрочем, по мере развития отношений с посещаемыми странами китайцы всё больше вовлекались в их внутреннюю политику и применяли силовые методы.
Движущей силой европейских исследований была торговля и получение прибыли (потому в ход шло всё, начиная с торговли пряностями, кончая работорговлей), а китайские путешествия ставили выполнение государственных задач. При этом китайская «коммерция» носила вспомогательный и строго регулируемый характер, преследуя цель по возможности окупить значительные расходы на содержание флота. Европейские экспедиции, каждая из которых в отдельности была относительно небольшой по составу, финансировались не только из королевских средств, но и частнымии инвесторами, в то время как флот Чжэн Хэ был крупным и дорогостоящим государственным предприятием. Возможность получения высокой прибыли создавала мощную мотивацию для расширяющегося круга субъектов из нескольких европейских стран — и они предпринимали путешествия снова и снова, тогда как дальние вояжи китайского флота зависели от прихоти одного человека — императора.
Сравнивая экспедиции Васко да Гамы и экспедиции Чжэн Хэ, американский историк Роберт Финлэй (англ. Robert Finlay) пишет: «Экспедиция да Гамы знаменовала собой неоспоримую поворотную точку в мировой истории, став событием, символизирующим наступление Нового времени. Вслед за испанцами, голландцами и англичанами португальцы приступили к построению империи на Востоке… В противовес этому, минские экспедиции не повлекли за собой никаких изменений: ни колоний, ни новых маршрутов, ни монополий, ни культурного расцвета и никакого глобального единения… История Китая и мировая история, вероятно, не претерпели бы каких-либо изменений, если бы экспедиции Чжэн Хэ вообще никогда не состоялись».

## Хронология плаваний
| Порядковый номер      | Годы      | Количество «кораблей-сокровищниц» | Численность экипажа      | Регионы на пути следования (государства и/или основные населённые пункты) |
| --------------------- | --------- | --------------------------------- | ------------------------ | --- |
| Первое путешествие    | 1405—1407 | 62                                | 27 800                   | Восточное побережье Индокитая (государство Чампа), Ява (порты северного побережья), Малаккский полуостров (султанат Малакка), Суматра (султанаты Самудра-Пасай, Ламури, Хару, Палембанг), Цейлон, Малабарское побережье Индии (Каликут) |
| Второе путешествие    | 1407—1409 |                                   |                          | Восточное побережье Индокитая (Чампа, Сиам), Ява (порты северного побережья), Малаккский полуостров (Малакка), Суматра (Самудра-Пасай, Палембанг), Малабарское побережье Индии (Кочин, Каликут) |
| Третье путешествие    | 1409—1411 | 48                                | 27 000                   | Восточное побережье Индокитая (Чампа, Сиам), Ява (порты северного побережья), Малаккский полуостров (Малакка), Темасек, Суматра (Самудра-Пасай), Малабарское побережье Индии (Коллам, Кочин, Каликут) |
| Четвёртое путешествие | 1413—1415 | 63                                | 27 670                   | Восточное побережье Индокитая (Чампа), Ява (порты северного побережья), Малаккский полуостров (султанаты Паханг, Келантан, Малакка), Суматра (Самудра-Пасай), Малабарское побережье Индии (Кочин, Каликут), Мальдивы, побережье Персидского залива (государство Ормуз)                                                                                                   |
| Пятое путешествие     | 1416—1419 | 63                                | 27 411                   | Восточное побережье Индокитая (Чампа), Ява (порты северного побережья), Малаккский полуостров (Паханг, Малакка), Суматра (Самудра-Пасай), Малабарское побережье Индии (Кочин, Каликут), Мальдивы, побережье Персидского залива (Ормуз), побережье Аравийского полуострова (Дофар, Аден), восточное побережье Африки Барауэ, Малинди, Могадишо)                           |
| Шестое путешествие    | 1421—1422 | более 100                         | несколько десятков тысяч | … Ормуз, восточное побережье Африки, побережье Аравийского полуострова |
| Седьмое путешествие   | 1430—1433 |                                   | 27 550                   | Восточное побережье Индокитая (Тямпа), Ява (Сурабая и другие порты северного побережья), Малаккский полуостров (Малакка), Суматра (Самудра-Пасай, Палембанг), район дельты Ганга, Малабарское побережье Индии (Коллам, Каликут), Мальдивы, побережье Персидского залива (Ормуз), побережье Аравийского полуострова (Аден, Джидда), восточное побережье Африки (Могадишо) |

### Первая экспедиция
Начало первого путешествия пришлось на осень 1405 года; по распространённой версии подсчётов, в нём приняли участие 317 судов; по более реалистичной — 255, включая 62 «корабля-сокровищницы». Выйдя из Нанкина, флот спустился по Янцзы в порт Люцзяган в устье Янцзы. Затем он проследовал вдоль китайского берега на юг, в порт Тайпин (город Чанлэ в устье реки Минь, близ Фучжоу в провинции Фуцзянь), где во время стоянки проводился текущий ремонт и караван дожидался благоприятного ветра.
Первой заморской страной, посещённой флотом Чжэн Хэ, было государство Тямпа. В начале XV века на территории современного Вьетнама находилось два государства. Государство вьетов (Дайвьет), занимало лишь северную часть современной вьетнамской территории, а в южной её части находилась страна тямов, Тямпа. Отношения между Минской империей и Дайвьетом были в этот момент на грани войны (которая и началась в 1406 году), и Тямпа, издавна враждовавшая с вьетским государством, стала естественным союзником Китая. Как столица Тямпы, город Виджая, так и расположенный недалеко от неё порт, посещавшийся китайским флотами, были впоследствии разрушены; ныне на месте этого порта находится город Куинён.
Флот затем посетил Яву и султанат Палембанг на юго-востоке Суматры. Минская политика ещё со времён первого императора Чжу Юаньчжана была традиционно направлена на поддержку независимости Палембанга от яванского государства Маджапахит. Отношения Китая с последним были сильно подпорчены ещё в 1377 году, когда тогдашний маджапахитский правитель Хайям Вурук казнил китайских послов, направленных в Палембанг для признания суверенитета последнего.
Китайский флот продолжил свой путь по древнему морскому пути из Индонезии в Южную Индию. После посещения Малакки и небольших государств на севере Суматры он пересёк Бенгальский залив и дошёл до Цейлона, где его встретили, согласно китайским хроникам, «с холодным высокомерием». Оттуда уже было недалеко и до главной цели путешествия — города-государства Каликут в Южной Индии. Правитель Каликута («заморин») покровительствовал морской торговле, так что пребывание там произвело на китайцев самое благоприятное впечатление. В Каликуте китайцы впервые услышали о существовании «Муся», то есть Моисея, причём предположили, что речь идёт об индуистском божестве и его идол помещается в городе.
После того, как имевшийся на кораблях товар был продан и на вырученные деньги здесь же в порту сделаны закупки, в апреле 1407 года флот повернул назад. Проходя Малаккским проливом, кораблям Чжэн Хэ пришлось вступить в бой с пиратами под командованием Чэнь Цзуи (Chen Zuyi), которого удалось захватить в плен. Уже в Южно-Китайском море корабли попали в тайфун; отчаявшиеся в своём спасении мореплаватели взмолились о помощи небесной покровительнице мореходов Тяньфэй, и вскоре на мачтах появились «волшебные огоньки», вслед за чем море успокоилось.
Как заметил ещё Дайвендак, «огоньки» были огнями Св. Эльма.
Сам Чжэн Хэ считал, что обязан своим спасением чуду, явленному милостью богини. В скором времени экспедиция вернулась в Китай без дальнейших приключений.
Хроники Минской династии сохранили записи о казни Чэнь Цзуи и его подручных в Нанкине (2 октября 1407), награждении Чжэн Хэ и других участников его морского похода (императорский указ 29 октября 1407). Примерно в это же время прибывшие в Нанкин с китайским флотом посланники из Каликута, Килона, государств северной Суматры, Малакки и «прочих заморских стран» были приняты императором. В соответствии с обычаями китайской дипломатии, заморские гости преподнесли китайскому императору товары из своих земель и были щедро вознаграждены китайскими бумажными и медными деньгами, на которые они могли закупать китайские товары.

### Второе путешествие

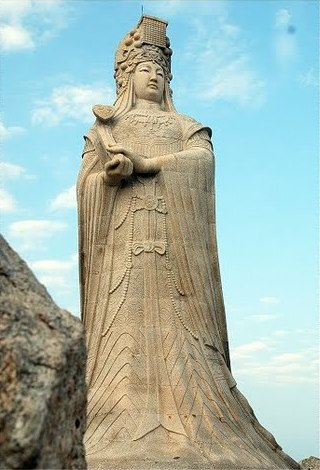
Современная статуя Тяньфэй на о. Мэйчжоу

Сразу по возвращении флота, Юнлэ приказал вновь выйти в море, на этот раз с целью доставить домой иностранных послов. Неясно, участвовал ли в этом плавании Чжэн Хэ, или же на этот раз он оставался в Китае, поглощённый заботами о ремонте храма богини-покровительницы моряков Тяньфэй на фуцзяньском острове Мэйчжоу, считающемся её родиной. Если принять эту последнюю гипотезу, следует заключить, что вторую экспедицию возглавили евнухи Ван Цзинхун и Хоу Сянь (англ. Hou Xian).
В связи с необходимостью работать с дипломатической перепиской, в конце 1407 года при императорской академии Ханьлинь был основан Институт письменных переводчиков (四夷館, Сы и гуань, букв. «Палата иноземцев четырёх [стран света]»), где шла подготовка специалистов по языкам многих народов Азии.
Корабли вышли в море в конце 1407 или в начале 1408 года. Точных данных о составе флота нет. Многие авторы считают что всего кораблей насчитывалось 68, меньше чем в прошлый раз, возможно потому, что правительство в этот раз не сочло целесообразным посылать большой военный эскорт. Однако в хрониках царствия Юнлэ («Мин шилу») за октябрь 1407 года существует запись о приказе о ремонте (или переоборудовании) 249 кораблей, и Эдвард Дрейер логично предполагает, что это-то и была подготовка флота Чжэн Хэ — примерно в том же составе, что и в первом плавании .
В основном, вторая экспедиция держалась прежнего маршрута — корабли посетили Сиам, Яву, северную Суматру, Кочин и Каликут. Эта экспедиция носила скорее политический характер, и китайцы вмешивались в распри между сиамцами и кхмерами и также принимали участие в выборе нового правителя (заморина) города Каликут. Им стал Мана Викранам.
Пока флот Чжэн Хэ совершал своё второе плавание, в Китай прибыл (1408 год) брунейский султан Абдул Маджид Хассан. Он стал первым из всех правителей Юго-Восточной Азии, лично посетившим Китай, чтобы выразить своё почтение императору Юнлэ (который три года ранее признал независимость Брунея от Маджапахита). Однако во время своего визита в Китай султан заболел и умер. Заморский гость был захоронен под Нанкином с почестями, в его честь была установлена стела на приличествующей его званию каменной черепахе.

### Третье путешествие

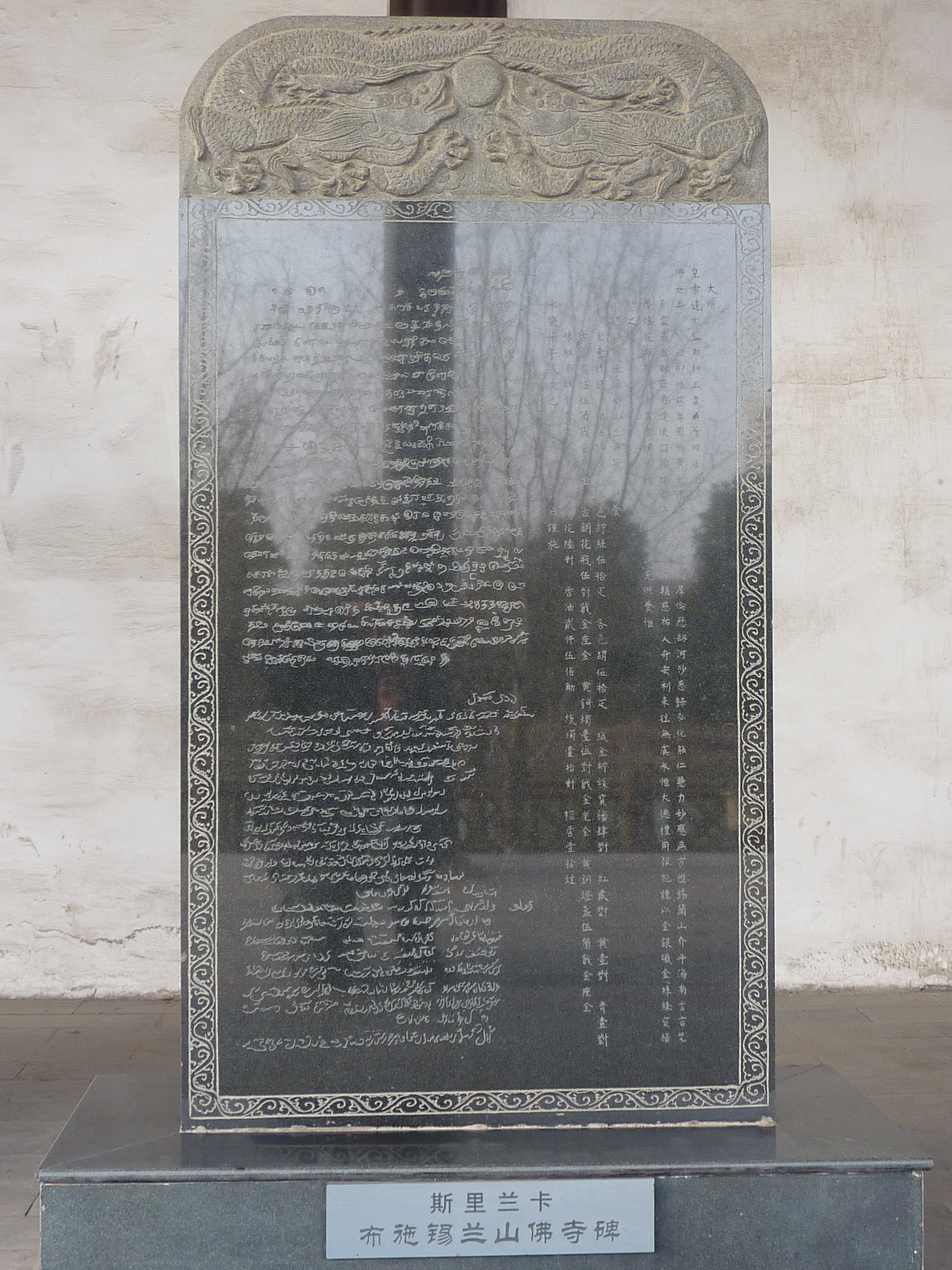
Копия трёхъязычной стелы (на китайском, тамильском и персидском), установленной Чжэн Хэ на Шри Ланке

Третья экспедиция вышла в плавание в 1409 году. Исторические источники говорят, что в её состав входило 48 судов. Дрейер, впрочем, как всегда, замечает, что источники часто описывали их как «корабли-сокровищницы» (то есть, суда более крупного класса), и соответственно считает, что в придачу к ним в состав флота входил и обычный набор меньших вспомогательных судов, так что полный состав флота был примерно такой же (около 250 судов) как и в первых двух плаваниях.
Руководителями экспедиции наряду с Чжэн Хэ выступили Ван Цзинхун и Хоу Сянь. Принявший участие в экспедиции грамотный солдат Фэй Синь (который позднее участвовал также в пятой и седьмой экспедициях) стал впоследствии автором книги о плаваниях китайского флота.
Сделав короткую остановку в гавани Тайпин в Чанлэ, китайские корабли далее взяли курс на Тямпу (юг современного Вьетнама) и Темасек (Сингапур). Далее они прибыли в Малакку. Китайцы были заинтересованы в поддержании равновесия сил между Малаккой, Сиамом и Явой — это равновесие гарантировало стабильность и порядок в регионе. Несколько лет ранее (1405 год), основатель Малаккского султаната Парамешвара посетил Минскую империю и получил от китайцев печать в знак признания независимости его султаната. Однако по дороге домой печать отобрали сиамцы, которые не признавали суверенитета Малакки. В этот раз Чжэн Хэ доставил Парамешваре новую печать взамен украденной, что должно было символизировать китайскую поддержку его суверенной власти.
Далее корабли Чжэн Хэ посетили северосуматранский султанат Самудра-Пасай, откуда отплыли к Шри-Ланке. Там китайцы воздвигли стелу во славу Будды, Аллаха и одного из индуистских божеств, демонстрируя таким образом своё уважение к местным обычаям. Кроме того, храмам всех трёх божеств были сделаны богатые приношения (причём строго равные по количеству и стоимости). Привезённый из Китая обелиск был найден в 1911 году возле города Галле; в настоящее время он хранится в Государственном Музее в Коломбо.
На острове в то время соперничали между собой несколько претендентов на власть: на севере — тамилы, исповедовавшие индуизм, мусульманский узурпатор и, наконец, в Котте — законный сингальский буддистский правитель Виджая Баху VI. В это смутное время сингалы не доверяли иностранцам, и один из местных вождей Ниссанка Алагакконара (или Алакешвара) отверг китайские притязания и запретил установку стелы. Алакешвара, среди прочего вынашивавший планы свержения с трона Виджайи Баху VI, выступил против них и после короткой схватки вынудил отступить на корабли.
Флот продолжил свой путь в Килон, Кочин и Каликут. На обратном пути всё же было решено наказать сингалов. То, что последовало за этим, неясно и до сих пор является предметом споров.
Так, если верить китайским источникам, Алакешвара потребовал от Чжэн Хэ уплаты дани, получил отказ и вслед за этим отправил карательную экспедицию в составе 50 000 солдат, чтобы отрезать ему возможность отступить к кораблям, при том, что в распоряжении китайского адмирала было всего лишь 2000 солдат. Чжэн Хэ, понимая, что путь ему преграждают почти все имевшиеся в распоряжении у Алакешвары военные силы, сделал неожиданный манёвр и напал на столицу. Захватив её и взяв в плен Алакешвару, он в дальнейшем беспрепятственно вернулся на побережье. Aлакешвара был доставлен в Нанкин, где ему было даровано прощение по причине его «невежества» и власть его было приказано передать «кому-либо из его мудрых соратников». Никаких более деталей китайские источники не сообщают и, по всей видимости, путаются касательно структуры власти на острове настолько, что не представляется возможным понять, кто собственно был доставлен в Нанкин — Алакешвара, Виджайя Баху VI или оба.
Сингальские же источники утверждают, что Чжэн Хэ имел намерение свергнуть власть Виджайи Баху VI и объявить себя суверенным правителем в Котте. Алакешвара, также вынашивавший планы по свержению короля, якобы заключил союз с китайским флотоводцем. Далее король Виджайя Баху VI посетил Китай, и после его возвращения на остров Алакешвара приказал его тайно умертвить и объявил себя суверенным правителем.

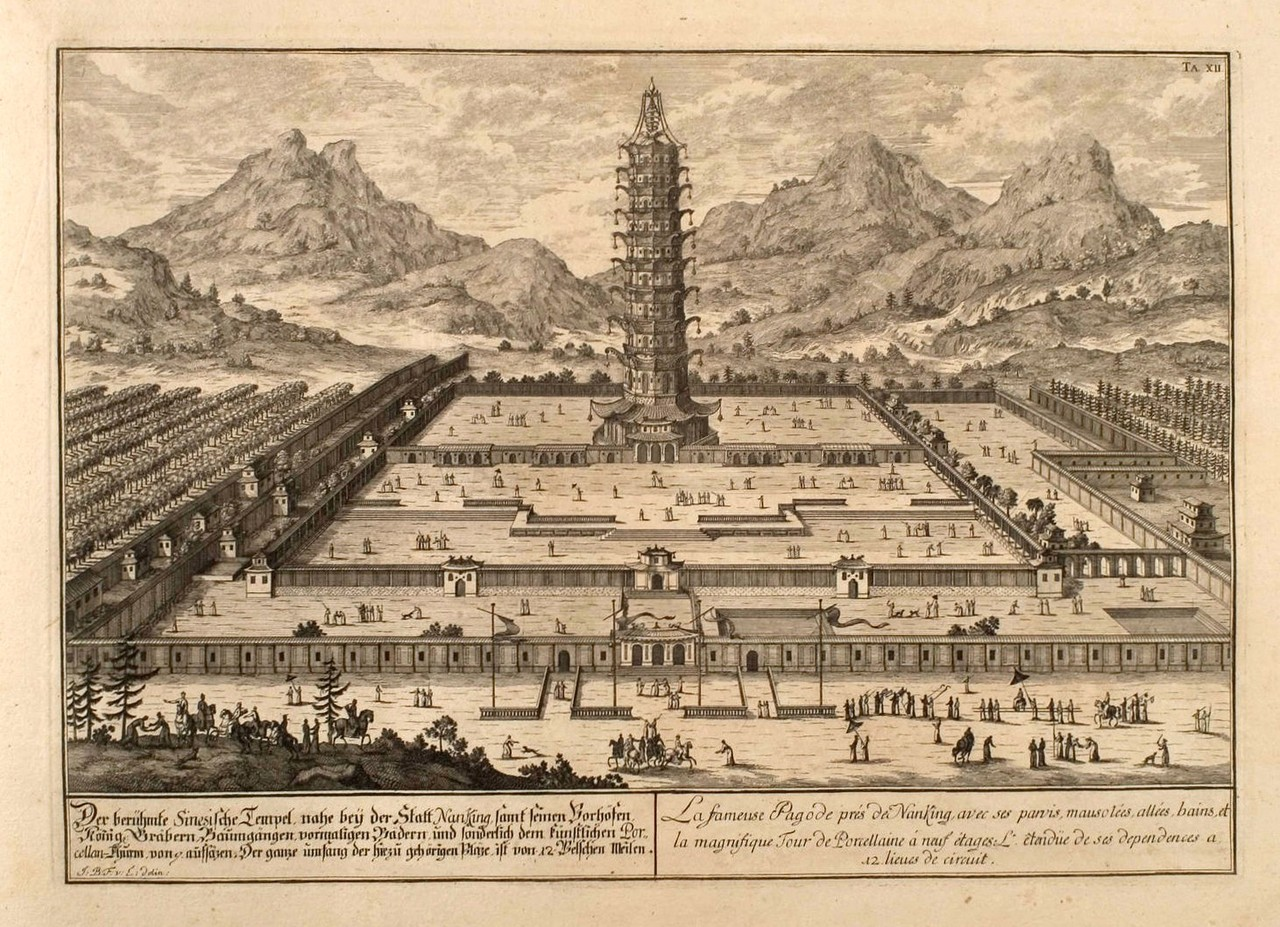
Фарфоровая пагода. Иллюстрация из австрийского архитектурного атласа Фишера фон Эрлаха (1721)

Однако же все источники сходятся в том, что священная реликвия — зуб Будды, хранившийся на острове, — был увезён в Китай. Китайские источники умалчивают, каким образом и зачем это было сделано, сингалы со своей стороны полагают, что китайцы собирались присвоить себе реликвию, что отнюдь не согласуется с тем уважением, которое те проявили по отношению к местным верованиям. Учёные предполагают, что король Виджайя Баху VI добровольно уступил реликвию китайцам, дабы таким образом продемонстрировать императору свой статус суверенного правителя или же не позволить идолу попасть в руки Алакешвары. Так или иначе, когда король вернулся на остров, зуб Будды вернулся вместе с ним.
Флот вернулся в Нанкин летом 1411 года, 6 июля по западному (юлианскому) календарю. В 1412 году на деньги, вырученные от торговли в Нанкине, началось сооружение «Фарфоровой пагоды», высотой около 80 метров. Вокруг пагоды были разбиты сады, созданные из растений и населённые животными, привезёнными Чжэн Хэ из его экспедиций. Башня простояла более четырёх веков, пока не была разрушена тайпинами в 1856 году.

### Четвёртое путешествие

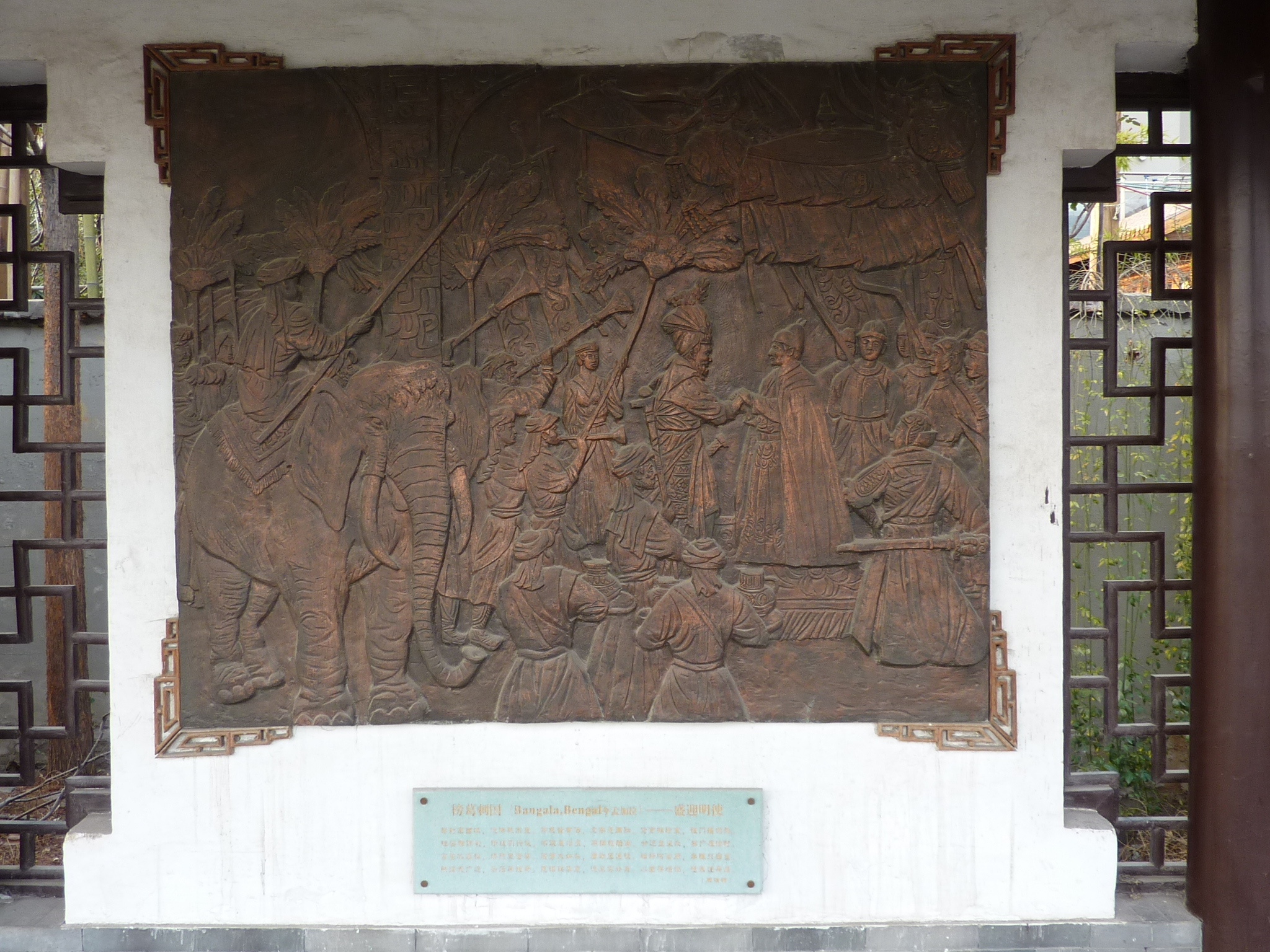
Китайские мореплаватели в Бенгалии. Рельеф в Нанкине

Поскольку в результате трёх первых экспедиций цели по налаживанию вассальных и торговых отношений с государствами Юго-Восточной Азии и южной Индии были достигнуты, в задачи четвёртого плавания вошло посещение Персидского залив и берегов Аравии и Африки. Хотя эти места были и до этого в какой-то степени известны китайцам, они никогда не исследовались систематически. По мнению многих авторов, в этом новом и достаточно амбициозном проекте нашла отражение мания величия императора.
Несмотря на то, что приказ об экспедиции был отдан в декабре 1412 года, флот Чжэн Хэ, видимо, вышел из Нанкина лишь осенью 1413 года. Как обычно, флот остановился в Фуцзяни и покинул китайские берега лишь в декабре 1413 или январе 1414 года.
Согласно хронике царствия Юнлэ, флот насчитывал 63 корабля c 28 560 человеками на борту.
Поскольку, в отличие от предыдущих экспедиций, заканчивавшихся в Индии, четвёртая экспедиция направлялась к берегам Персии и арабских стран, в плавание с Чжэн Хэ ушла группа китайских мусульман, обладавших определёнными знаниями языков и культуры Ближнего Востока. Самым известным из них является главный переводчик экспедиции, знаток арабского языка Ма Хуань. Впоследствии он написал книгу, ставшую самым развёрнутым дошедшим до нас первоисточником по плаваниям флота Чжэн Хэ. Перед уходом в море Чжэн Хэ также посетил Сиань — один из главных центров китайского ислама — и взял с собой в плавание Хасана (кит. 哈三), имама сианьской мечети Цинцзин, в качестве переводчика и советника. Известно и о ряде других мусульман, участвовавших в этом и последующих плаваниях, как например фуцзяньский мусульманский деятель, Пу Хэжи (кит. упр. 蒲和日, пиньинь Pu Heri; также известен как Пу Жихэ, 蒲日和), принимавший участие в пятом плавании  .
Флот двигался по привычному курсу в Индию, останавливаясь по пути в Тямпе, на Яве, Суматре, Малайзии, на Мальдивах, Шри Ланке и наконец — в Индии. Часть флота, под командованием евнуха Ян Миня (杨敏, Yang Min), отделившись от остальных, отправилась в Бенгальское королевство.

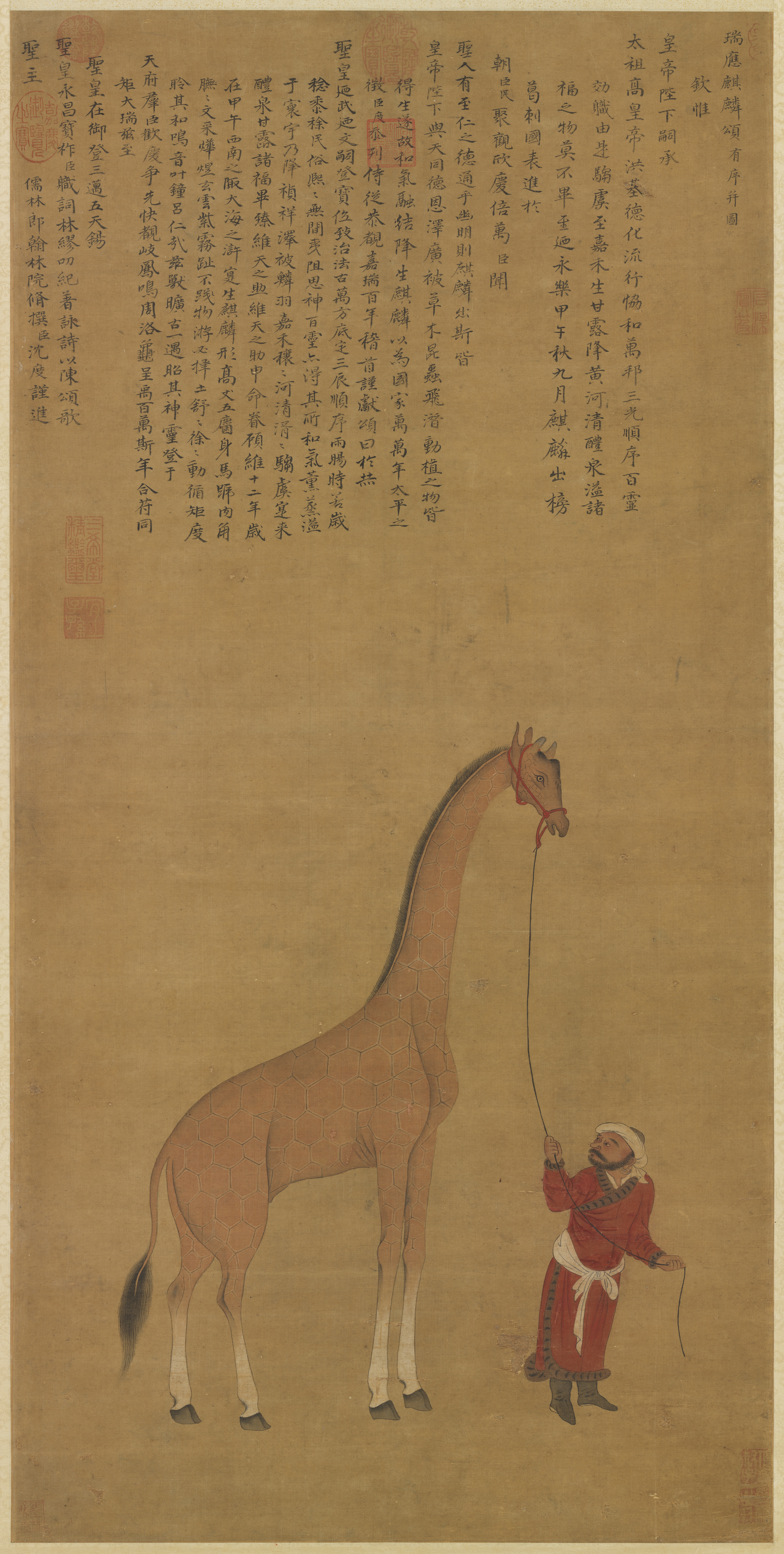
Жираф, привезённый флотом Чжэн Хэ из Бенгалии (1414 год)

От Мальдивских островов флот Чжэн Хэ взял курс на Ормуз — город-государство, поразивший китайцев своим богатством. Там же адмирал встретился с посланцами африканских государств и убедил их присоединиться к его флоту и через него передать почтительные письма императору Юнлэ.
В том же 1414 году вернулась в Китай эскадра под командованием Ян Миня, с которой прибыл в Нанкин султан Бенгалии Сайфуддин (en:Saifuddin Hamza Shah). Султан привёз для китайского императора экзотический подарок — жирафа (которого бенгальцы, вероятно, получили из Малинди). Китайцы приняли жирафа за цилиня — легендарного зверя, появлявшегося только во время счастливых и мирных царствований. Император счёл жирафа божественным знамением, доказывавшим, что Царь Небесный и остальные боги довольны его правлением. Множество придворных, включая Ян Миня, поспешили верноподданнически восславить Юнлэ, получившего столь явное свидетельство божественного расположения, но император, хотя и будучи польщён этим, предпочёл ответить, что тому заслугой правление его предшественника. Кроме «цилиня» в Китай были также доставлены иные экзотические звери, как то «небесные кони» (зебры) и «небесные олени» (антилопы).
При обычном на этом маршруте посещении султаната Самудра-Пасай на севере Суматры, видимо на обратном пути из Ормуза в Китай, экипажу основного флота Чжэн Хэ пришлось принять участие в происходившей борьбе между признанным Китаем султаном Зайн аль-Абидином и претендентом по имени Секандер. Китайский флот привёз дары от императора Юнлэ для Зайн аль-Абидина, но не для Секандера, что вызвало гнев последнего, и он напал на китайцев. Чжэн Хэ сумел обернуть случившееся себе на пользу: разбить его войска, захватить в плен самого Секандера и отправить его в Китай.
Летом 1415 года Чжэн Хэ вместе с основной частью флота вернулся в Китай, доставив к императору руководителя суматранских повстанцев Секандера, которого Юнлэ приказал казнить. Прибывшие с флотом посланники Малинди также привезли с собой жирафа, причём министр церемоний немедля принялся ходатайствовать перед императором о проведении специальной церемонии, которая была призвана преподнести ему поздравления ввиду появления второго цилиня, но и в этот раз Юнлэ предпочёл отказаться.

### Пятое путешествие
28 декабря 1416 года император приказал Чжэн Хэ начать подготовку к новой экспедиции. Перед адмиралом вновь ставилась задача доставить домой послов из разных стран и далее плыть к африканскому побережью, имея целью завязать торговлю с тамошними государствами. Кроме того, он должен был доставить государственную печать (этот подарок символизировал китайское признание и поддержку) кочинскому королю, чтобы таким образом поддержать равновесие сил между Кочином и соседним Каликутом.

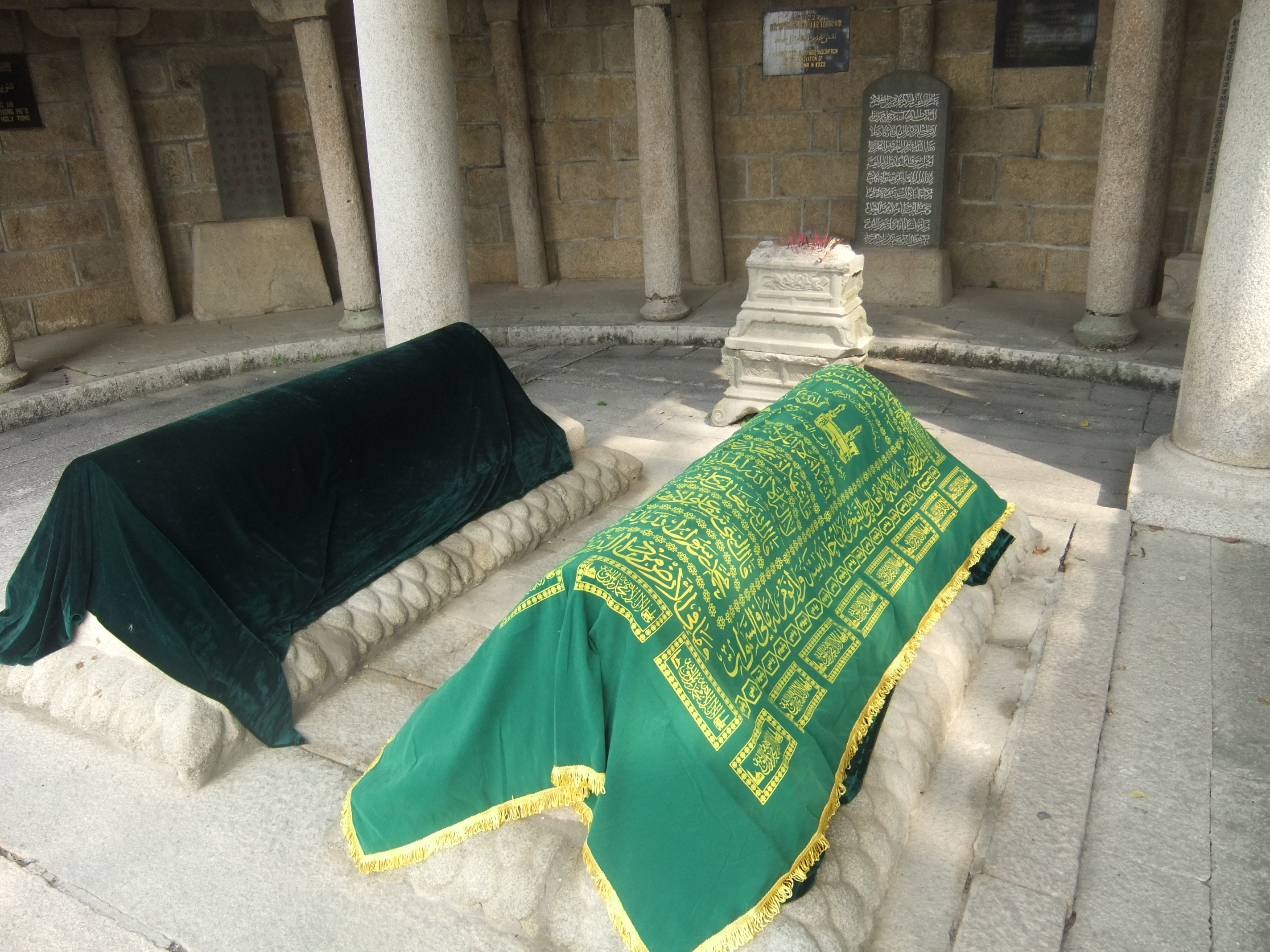
Гробницы двух древних мусульманских миссионеров в Цюаньчжоу. Слева — стела в память их посещения евнухом Чжэн Хэ в 1417 г.

Флот задержался в Цюаньчжоу, где на борт был принят груз фарфора, и осенью 1417 года вышел в открытое море. Движение шло приблизительно по тому же маршруту, что и ранее: Тямпа, Ява, Палембанг и Самудра-Пасай на Суматре, Паханг и Малакка в Малайзии, затем Мальдивы, Цейлон, Кочин и Каликут в Индии. Корабли вновь посетили Ормуз и затем в первый раз вошли в гавань Адена, чья власть простиралась на весь юг Аравийского полуострова вплоть до Мекки. Аденский султан аль-Малик ан-Насир Салах-ад-дин Ахмад (an-Nasir Ahmad, династия Расулидов) оказал китайцам гостеприимный приём, возможно, желая превратить их в союзников против мамлюкского Египта, с которым Аден вёл борьбу за священные для мусульман города Мекку и Медину .
Из Адена корабли направились на юг, в первый раз достигнув африканского побережья. Вместе с ними в свои страны вернулись посланники из Могадишо (ныне, столица Сомали), Брава (Barawa, также в Сомали) и Малинди (ныне в Кении). Население этого побережья, говорящее на языке суахили, было смешанным: оно происходило от браков между пришлыми торговцами (африканцами, арабами, персами и индусами) с местными аборигенками.

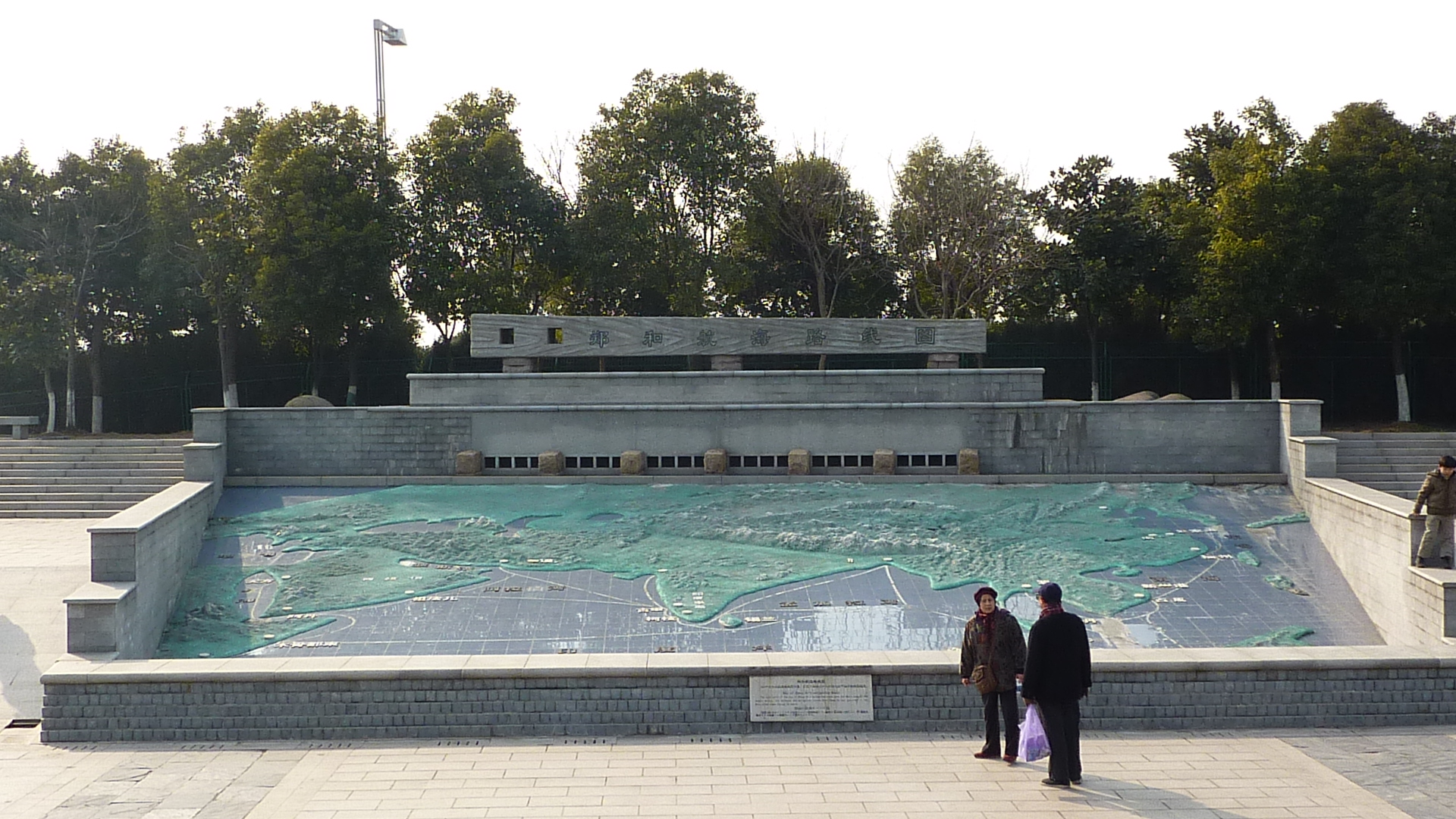
Барельеф-карта плаваний Чжэн Хэ (Парк судоверфи кораблей-сокровищниц, Нанкин)

Фэй Синь описал пустынные сомалийские берега и каменные города их жителей. Он обратил внимание на агрессивный характер обитателей Могадишо и упражнения их солдат в стрельбе из лука. В романе Ло Маодэна, правитель Могадишо отнёсся к появлению китайского флота недоверчиво, но при виде превосходящих сил китайцев решил не сражаться с ними.
В числе других «стран» (городов), посещённых этой экспедицией, минские источники упоминают место, название которого передано по-китайски как «Ла-са». Они описывают пустыню, где находился этот город, но не дают чёткой информации о его расположении. Хотя высказывались предположения, что Ла-са была в Сомали, более вероятным является предположение, что она была расположена недалеко от Мукаллы в Южном Йемене. В романе Ло Маодэна для захвата города китайцам пришлось обстреливать его из катапульт или пушек, установленных на осадных башнях. Однако эта информация не вызывает доверия у большинства историков, поскольку речь идёт о романе фантастического содержания. К тому же, как замечает Дрейер, в пустыне возле Ла-са нет древесины (согласно минским же источникам), из которой китайцы могли бы построить упомянутые Ло Маодэном осадные башни.
Флот Чжэн Хэ вернулся в Китай 15 июля 1419 года. Послы иностранных государств своим экзотическим видом произвели фурор при дворе. Они также захватили с собой ещё одного «цилиня».

### Шестое путешествие

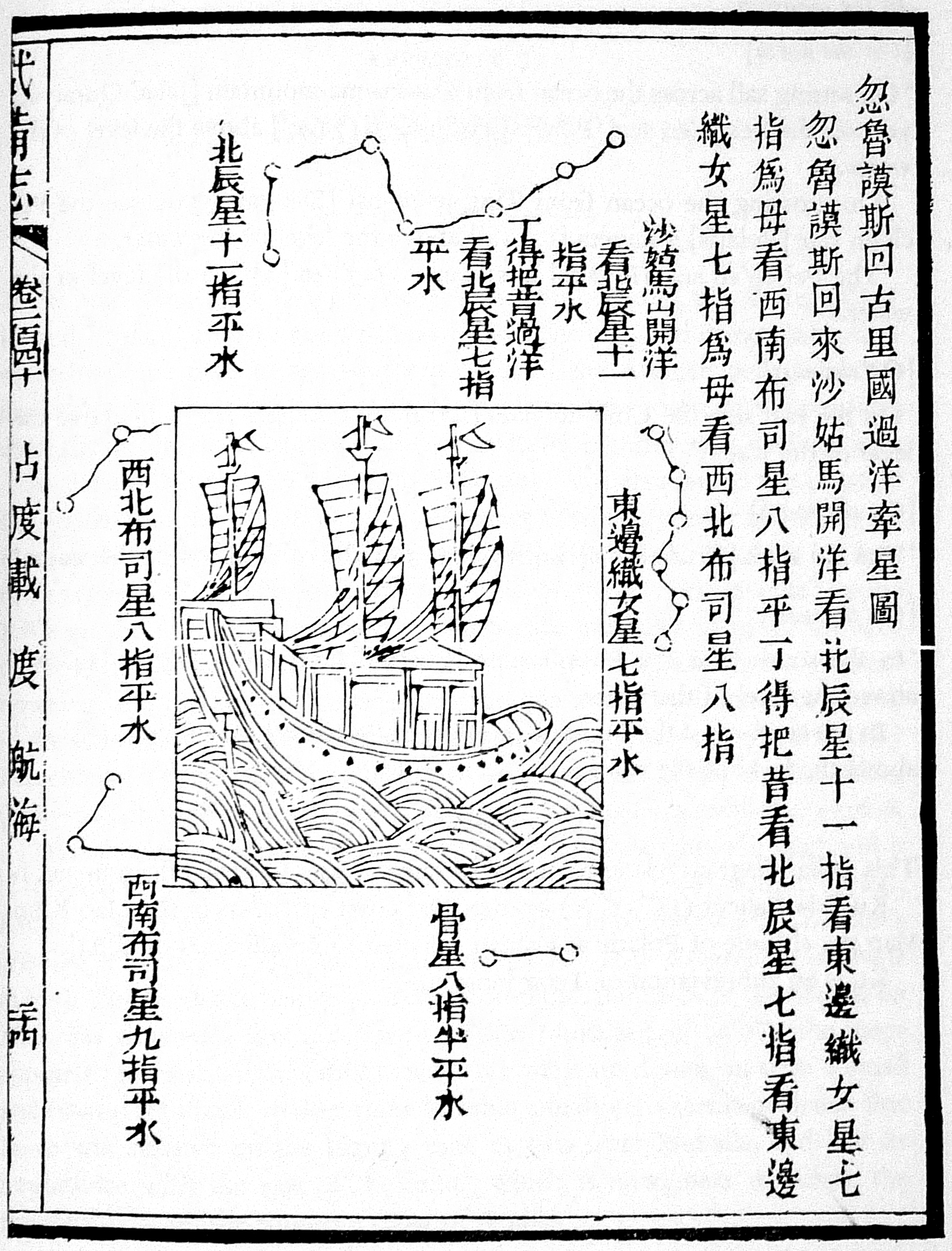
Фрагмент карты Мао Куня, объясняющий навигацию по звёздам при возвращении из Ормуза в Каликут и очевидно базирующийся на картах или записях моряков Чжэн Хэ

Исторические данные о шестом плавании флота Чжэн Хэ весьма скудны и допускают разные интерпретации даже по отношению к датам путешествия. С одной стороны, запись за 3 марта 1421 года в хронике царствия Юнлэ («Тайцзун ши-лу») упоминает, что посланники иностранных государств были одарены императором (в том числе, бумажными деньгами, на которые они могли закупить китайские товары), и Чжэн Хэ и его соратникам было поручено отвезти их на родину. С другой стороны, запись за 14 мая в той же хронике упоминает о приостановлении как морских плаваний кораблей-сокровищниц, так и закупки лошадей и прочих товаров у народов на северной и западной границе Китая.
В связи с этим исследователи путешествий Чжэн Хэ расходятся по поводу даты начала шестого плавания. С одной стороны, разумно полагать, что приказ о прекращении морских плаваний не приостановил шестого плавания, потому что к 14 мая 1421 года флот уже ушёл в море; это дало бы ему достаточное время, чтобы выполнить программу плаваний и вернуться в Китай к 3 сентября 1422 года, когда в «Тайцзун ши-лу» имеется запись о возвращении Чжэн Хэ. С другой же стороны, китайские суда, как правило, уходили от берегов Фуцзяни в открытое море поздней осенью или зимой, с попутным зимним муссоном. К тому же в книге соратника Чжэн Хэ, Гун Чжэна, упоминается императорский указ об отсылке экспедиции, датированный 10 ноября 1421 года; на основе этого
Дайвендак полагал, что к этому времени Чжэн ещё был в Китае. В этом случае смысл указа от 14 мая 1421 мог состоять в прекращении плаваний в будущем, но не в отмене уже подготавливаемого шестого плавания.
Луиза Леватес решает хронологическую проблему, высказывая предположение, что флот разделился уже в султанате Самудра-Пасай на Суматре; другой евнух, Чжоу Мань, повёл большую часть флота в Аден и Африку, а сам же Чжэн Хэ вернулся в Китай и уже в ноябре 1421 года смог участвовать в торжествах по случаю переноса столицы в Пекин и ввода в эксплуатацию тамошнего Запретного города. По другому же мнению, хотя флот и разделился на три эскадры в Самудра-Пасае, все они дошли по крайней мере до Индии. В любом случае, эскадра Чжоу Маня достигла Адена и, видимо, посетила и другие порты в Аравии и Африке.

### Плавание Чжэн Хэ в Палембанг в 1424 году
«Тайцзун ши-лу», а вслед за ней и «История Мин» упоминают, что в 1424 года Чжэн Хэ был послан в суматранский Палембанг в связи со сменой поколений в тамошней китайской колонии: её руководитель Ши Цзинцин умер, и император Юнлэ разрешил его сыну Ши Цзисуню унаследовать этот пост. Когда Чжэн вернулся в Китай с Суматры, император Юнлэ уже скончался.
Поскольку эти источники ошибочно объединяют второе и третье плавание флота Чжэн Хэ в Индийский океан, это сравнительно короткое плавание 1424 года даётся там как шестая экспедиция (так, чтобы всего было перечислено «правильное» количество экспедиций, семь). Поскольку в источниках, считающихся историками более достоверными, а именно на стелах, установленных самим адмиралом в Люцзягане и Чанлэ, это плавание не упоминается в числе семи плаваний, совершённых флотом Чжэн Хэ, среди историков существовали разные мнения о том, плавал ли Чжэн Хэ куда-либо в 1424 году. Дайвендак, введший стелы в научный оборот, считал, что они доказывают, что никакого плавания в 1424 году вообще не было. Э. Дрейер, однако, считает, что сравнительно «рядовая» поездка на Суматру несомненно имела место, но просто никогда не числилась самим Чжэн Хэ в числе его семи больших плаваний в «Западный Океан», в связи с её гораздо меньшим масштабом.

### Временное прекращение плаваний
Несмотря на то, что к тому моменту Китай безоговорочно доминировал в Южно-Китайском море и на большей части Индийского океана, по многим причинам было решено положить конец грандиозным плаваниям «кораблей-сокровищниц». Уже хроника царствия Юнлэ упоминает (14 мая 1421) о приостановлении как морских плаваний кораблей-сокровищниц, так и закупки лошадей и прочих товаров у народов на северной и западной границе Китая.
После смерти Чжу Ди (императора Юнлэ) 12 августа 1424 года, его старший сын Чжу Гаочи унаследовал престол как император Хунси. Чжу Гаочи взошёл на императорский престол 7 сентября 1424 года, и в тот же день он вместо временного прекращения ввёл постоянный запрет на заморские экспедиции. Одновременно были прекращены и другие торговые операции на окраинах империи, как-то меновая торговля с монголами (чай за лошадей) и государственные закупки в Юньнани и «провинции Цзяочжи» (так в Минской империи именовался северный Вьетнам).
Важным фактором в прекращении путешествий уже в 1421 году была их стоимость для имперской казны, которая, кроме них, несла также огромные расходы на войну во Вьетнаме, войны с монголами и подготовку к переносу столицы из Нанкина в Пекин, где для императора велось строительство Запретного города. Кроме советов от своих финансистов, император Юнлэ внял и знамению свыше: пожар в новопостроенном Запретном Городе (9 мая 1421 года), начавшийся от молнии, был понят как знак потери императором Небесного Мандата, указывающий ему на необходимость немедленно внести изменения в свою политику.
Замена временного прекращения плавания на полную их остановку при воцарении Чжу Гаочи (эра Хунси) имела как объективные, так и субъективные причины. Финансовая ситуация империи за последние годы правления Юнлэ едва ли улучшилась; китайские бумажные деньги обесценивались. Для самого же Чжу Гаочи приоритетом были не гигантские проекты, характерные для эры Юнлэ, но уменьшение налогового бремени на крестьянство. Он освободил из тюрьмы бывших придворных своего отца, протестовавших против дорогостоящих мероприятий эры Юнлэ, в частности бывшего министра финансов Ся Юаньцзи, который был посажен в 1421 года за отказ финансировать шестую экспедицию Чжэн Хэ.
Для имперского Китая, в частности Минского периода, характерна была борьба за влияние при дворе между двумя «партиями»: конфуцианскими чиновниками-интеллектуалами и евнухами. Ещё будучи принцем, Чжу Гаочи окружил себя конфуцианцами и одобрял их точку зрения, что стабильность и процветание империи зиждутся на сельском хозяйстве и сбалансированном госбюджете, а не амбициозных внешнеполитических кампаниях.
Первое распоряжение, отданное в самый день коронации Чжу Гаочи как императора Хунси, было недвусмысленно направлено против морских путешествий:
Все плавания кораблей-сокровищниц прекращаются. Все корабли, стоящие в порту Тайцана, должны вернуться в Нанкин, все находящиеся на борту товары — возвращены в Департамент внутренних дел, где будут храниться в дальнейшем. Если каким-либо иностранным делегациям захочется вернуться домой, им будет предоставлен для этого небольшой эскорт. Китайские чиновники, находящиеся в данный момент за рубежом, должны немедленно вернуться в столицу… получившие же ранее приказ приготовиться к выходу в море должны немедленно разойтись по домам.
(…)

Строительство и ремонт кораблей-сокровищниц немедленно прекращается. Заготовка железного дерева должна не превышать объёмов, принятых при императоре Хунъу. Взимание дополнительного налога немедленно прекращается. Прекращаются все государственные закупки для нужд заграничных экспедиций (исключение дается лишь для тех, каковые уже доставлены на государственные склады), а также чеканка медных монет, закупка мускуса, сырой меди и шёлка-сырца… [также] все ранее занятые закупкой названных товаров должны немедленно вернуться в столицу.
Несмотря на политику императора Хунси, направленную на уменьшение роли евнухов, отстранённый от командования флотом Чжэн Хэ был назначен на важную и почётную позицию командующего войсками в Нанкинском округе, куда император планировал вернуть столицу из Пекина. В течение короткой эры Хунси (император умер 29 мая 1425 года) Чжэн Хэ надзирал за окончанием строительства Баоэньского храма и ремонтом будущих императорских покоев.

### Седьмое путешествие

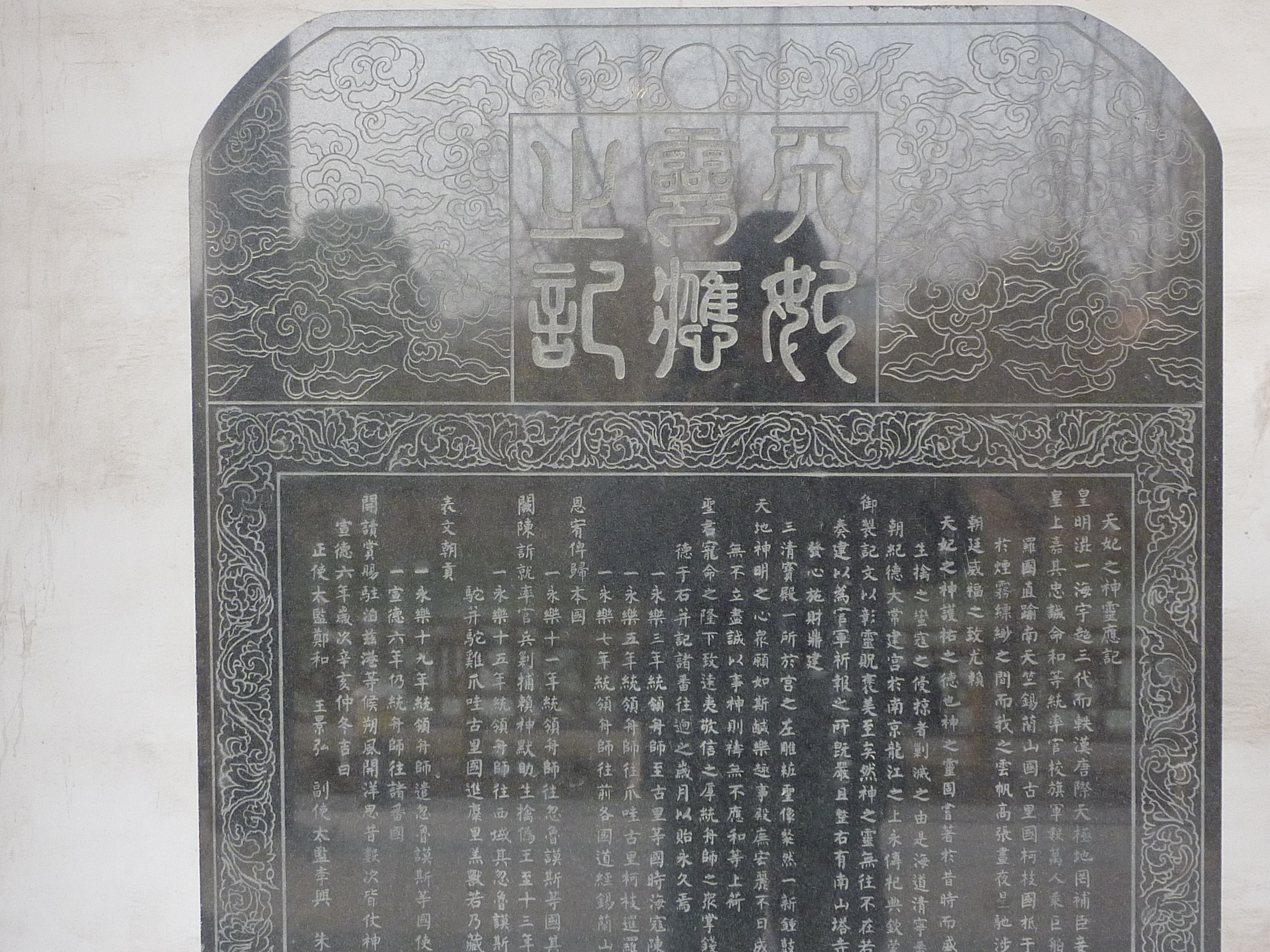
Верхняя часть стелы Чжэн Хэ из Люцзягана (современная копия)

Император Чжу Гаочи скончался спустя девять месяцев после своего восшествия на престол, трон после него унаследовал его старший сын Чжу Чжаньцзи, принявший тронное имя Сюаньде. Стиль правления нового императора частично был заимствован у отца, частично же — у деда. Поддерживая конфуцианцев, он, однако же, приблизил к себе и многих евнухов. Так же как и его отец, новый император пытался сдерживать рост налогов. Он завершил войну во Вьетнаме, признав главу вьетнамских повстанцев Ле Лоя вьетнамским императором, и старался не затевать новых войн.
В то же время, как и его дед Чжу Ди, император Сюаньдэ стремился поднять международный престиж Минской империи. Его тревожило, что за время, прошедшее после шестого путешествия, поток заморских посланцев, прибывающих в Китай с данью, явно пошёл на убыль, и внешние позиции Китая также ослабли. Потому 29 июня 1430 года, вскоре после смерти Ся Юаньчжи, одного из самых ярых противников морских путешествий, было приказано начать подготовку к новой экспедиции, возглавляемой опытными евнухами-мореплавателями Чжэн Хэ и Ван Цзинхуном.
Из-за шестилетнего перерыва между путешествиями эта подготовка заняла больше времени. Точных данных о составе флота не существует, но, по распространённому мнению, на этот раз в море должно было выйти 300 судов — гораздо больше, чем во время прошлых путешествий. Дрейер, впрочем, полагает что состав флота был примерно тот же, что и в других плаваниях (в которых, по его мнению, как правило участвовало около 250 судов).
Основной целью экспедиции было поддержание мира среди заморских стран-«данников» Китая. Сами названия судов достаточно красноречиво свидетельствуют об этом: «Совершенная Гармония», «Долговременное Спокойствие» или же «Приятный Отдых».
В отличие от остальных шести путешествий, у историков имеются детальные данные о маршруте и датах седьмого плавания, благодаря неизвестному участнику плавания, чьи записки под названием «Ся Сиян» (кит. 下西洋, «[Поход] В Западный Океан») дошли до нас в сборнике «Цяньвэнь цзи» (кит. 前闻记, «Записки об услышанном») Чжу Юньмина. Информация об этом походе есть также и в книгах Ма Хуаня и Фэй Синя. От этого же плавания до нас дошли две мемориальные стелы, установленные по указанию Чжэн Хэ: одна в Люцзягане в устье Янцзы, другая в Чанлэ в устье реки Минь, на которых была высечена краткая хроника предшествующих шести путешествий и планы седьмого.
Флот вышел из Нанкина 19 января 1431 года и 3 февраля прибыл в Люцзяган, где 14 марта была установлена первая стела, которая повествовала об отправлении флота в заморские страны, чтобы донести императорские указы до их обитателей. 8 апреля 1431 года флот прибыл в Чанлэ, где провел остаток года, чтобы пополнить запасы и увеличить экипажи судов за счёт дополнительного набора, а также завершить работы по строительству храмов в честь покровительницы моряков — богини Тяньфэй. В декабре 1431 года или первых числах января 1432 года там была установлена вторая стела, в которой Чжэн Хэ упоминал, что флот ждёт попутного ветра (то есть зимний муссон), и просил божественной помощи. Лишь 12 января 1432 года флот покинул Китай.
Флот прибыл в Куинён (государство Тямпа на юге современного Вьетнама) 27 января 1432 года. Эти данные позволяют нам оценить среднюю скорость флота в благоприятных условиях (постоянный попутный ветер — зимний муссон) в 2,5 узла (910 морских миль от Чанлэ до Куинёна за 15 суток).
Выйдя из Куинёна 15 февраля, флот прибыл в Сурабаю на Яве 7 марта 1432 года (что даёт среднюю скорость в 2,1 узла). Китайцы провели несколько месяцев на Яве; 13 июля суда покинули Сурабаю и 24 июли прибыли в Палембанг (на Суматре) (опять 2,5 узла). Точно неизвестно, поднимался ли весь флот вверх по реке Муси до самого Палембанга, но Дрейер полагает, что скорее всего да.
27 июля флот вышел из Палембанга, прибыв в Малакку 3 августа. Затем последовал переход из Малакки в Самудра-Пасай (2—12 сентября; 1,4 узла), ставшую обычным пунктом сбора судов для перехода через Бенгальский залив. Далее последовал считавшийся самым опасным участок пути: переход через Бенгальский залив, вдали от какой-либо земли и в сравнительно менее предсказуемых погодных условиях, нежели в более знакомых китайским морякам водах. Флот дошёл в Берувалу на западном берегу Цейлона за 26 дней (2—28 ноября 1432 года; средняя скорость 1,5 узла, включавшая, впрочем, остановку на Никобарских островах).
Переход из Берувалы в Каликут (на юго-западном берегу Индии) занял 8 суток (2—10 декабря 1432 года; 1,8 узлов).
Ещё 34 суток заняло пересечение Аравийского моря из Каликута в Ормуз (14 декабря 1432 — 17 января 1433 гг.). На этом маршрут, описанный в основном источнике («Ся Сиян»), заканчивается; согласно его анонимному автору, 9 марта 1433 года флот вышел из Ормуза в обратный путь. Из Ормуза флот вернулся в Китай по несколько более упрощённому маршруту, нежели на пути из Китая в Ормуз (без заходов в Берувалу, Палембанг или на Яву, или даже в Чанлэ), и лишь с довольно короткими остановками, прибыв в Люцзяган 7 июля 1433 года, и в Нанкин — 22 июля.
Однако другие источники, в частности «История Мин», упоминают, что посланцы императора Сюаньдэ посетили не только 8 стран, перечисленных в «Ся Сиян», но и ещё 17 государств. Хотя, что означают некоторые из перечисленных в «Истории Мин» названий, остаётся открытым вопросом для историков (например, существует догадка, что «Ганьбали» — это Коимбатур в Южной Индии, находящийся на значительном расстоянии от моря), большинство из них соотносятся с побережьем Арабского моря в Арабии и Африке, как, например, Аден (в Йемене) и Могадишо (столица современного Сомали). Предполагают, что эти регионы могли быть посещены эскадрой, отделившейся от главного флота (маршрут которого документирован в «Ся Сиян») в Каликуте. Подобной же эскадрой была посещена и Бенгалия. Согласно реконструкции Дрейера, это была одна и та же эскадра, под командованием евнуха Хун Бао. Эта эскадра отделилась от главного флота уже в Куи Ньоне или Семудере и после посещения Бенгалии в 1432 году (о чём рассказывает бывший на борту Ма Хуань) прибыла в Каликут. Ма Хуань в это время покинул китайский флот со специальным заданием (см. ниже), а флотилия Хун Бао отправилась к аравийским и африканским берегам Арабского моря, но без захода в Красное море.
Современные биографы Чжэн Хэ (Леватес или Дрейер) не пытаются уточнять, какие конкретно порты в Бенгалии посещали суда Хун Бао. Однако на основе книг Ма Хуаня и Фэй Синя можно полагать, китайский флот посетил по крайней мере Читтагонг, Сунаргаон и тогдашнюю временную столицу Бенгалии, Пандуу.
Одним из наиболее интересных эпизодов седьмого плавания было посещение группой китайцев священных мусульманских городов Мекки
и Медины. Как рассказывает в своей книге переводчик Ма Хуань, евнух Хун Бао, находясь со своей флотилией в Каликуте, послал семь человек из своего личного состава, включая самого Ма Хуаня, в страну «Моце» (Мекка) на «корабле той страны» (то есть каликутском), который в это время уходил в сторону Мекки. Подробное описание путешествия в Мекку и Медину (морем до Джидды, и далее сухим путём через пустыню) и находящихся там мусульманских святынь занимает последнюю главу в книге Ма Хуаня. Мекка становится известна китайским читателям как Тяньфан (天方), то есть «Небесный куб», в честь её главной святыни — храма Кааба. В описании, однако, имеется ряд явных ошибок: путь от Мекки до Медины занимает лишь один день (а не около 10 дней, как для реальных караванов); вход в Каабу украшен двумя каменными львами (статуи живых существ традиционно запрещены в исламе). На основании этого некоторые авторы полагают, что на самом деле Ма Хуань не был в Мекке, а написал свой отчёт со слов третьих лиц.
Сам же Чжэн Хэ, по всей видимости, не смог побывать в Мекке и помолиться в святых местах, так как в противном случае это столь важное для мусульманина событие наверняка было бы упомянуто в каких-либо источниках. По предположению Леватес, он в этот раз даже не плавал и в Ормуз, а из-за пошатнувшегося здоровья оставался в Каликуте, как и Ма Хуань.
Заморские послы, прибывшие с флотом или позднее своим ходом из Малакки и Суматры, получили аудиенцию у императора в сентябре, причём среди привезённых подарков насчитывалось ещё пять «цилиней». Император был доволен тем, что морская торговля была восстановлена, но не успел воспользоваться этим, так как умер в результате быстротечной болезни в 1435 году.

## Пределы плаваний флота Чжэн Хэ в Индийском океане
Каковы были наиболее удалённые пункты, посещённые эскадрами флота Чжэн Хэ во время их 4—7-го плаваний? Среди историков мореплавания и картографии существует достаточно широкий диапазон мнений по этому вопросу. Посещения Малинди, в современной Кении, принимается большинством авторов без вопросов. Однако Э. Дрейер осторожно замечает, что содержащаяся в минских источниках информация об этом порте столь скудна (по сравнению с гораздо более детальными отчётами о сомалийских и аравийских городах), что не исключена возможность, что на самом деле китайские суда там не были, а просто взяли малиндийских послов на борт в каком-то более северном порту. С другой стороны, высказывалось предположение, что на самом деле указанный на карте Мао Куня 麻林地 (Малиньди) на самом деле не Малинди, а значительно более южный порт Килва-Кисивани (в современной Танзании); по этой версии 麻林地 означает «земля (ди) Махдали (Малинь)», по имени правившей в Килве династии Махдали.
Согласно аннотации на карте Мао Куня, самым удалённым пунктом, достигнутым китайским флотом, был «Хабур» (哈甫儿, Ha-pu-erh); из-за сильных штормов, флот не мог следовать дальше. Хотя карта не показывает этот «Хабур», высказывались предположения, что он может соответствовать побережью провинции Наталь в Южной Африке. А сиэттлский специалист по старинным китайским картам Чжан Гуйшэн высказывал даже предположение, что «Хабур» — тот же самый остров, что и показанный на карте даоса Чжу Сибэна (1320 г.) к юго-востоку от африканского побережья остров «Хабила», и есть не что иное, как субантарктический остров Кергелен (49° ю. ш.).
Некоторые исследователи связывают с именем Чжэн Хэ и имеющееся на карте венецианца Фра Мауро (ок. 1450 г.) указание на то, что некий азиатский (возможно, китайский) корабль достиг южной оконечности Африки, текст возле которой гласит:

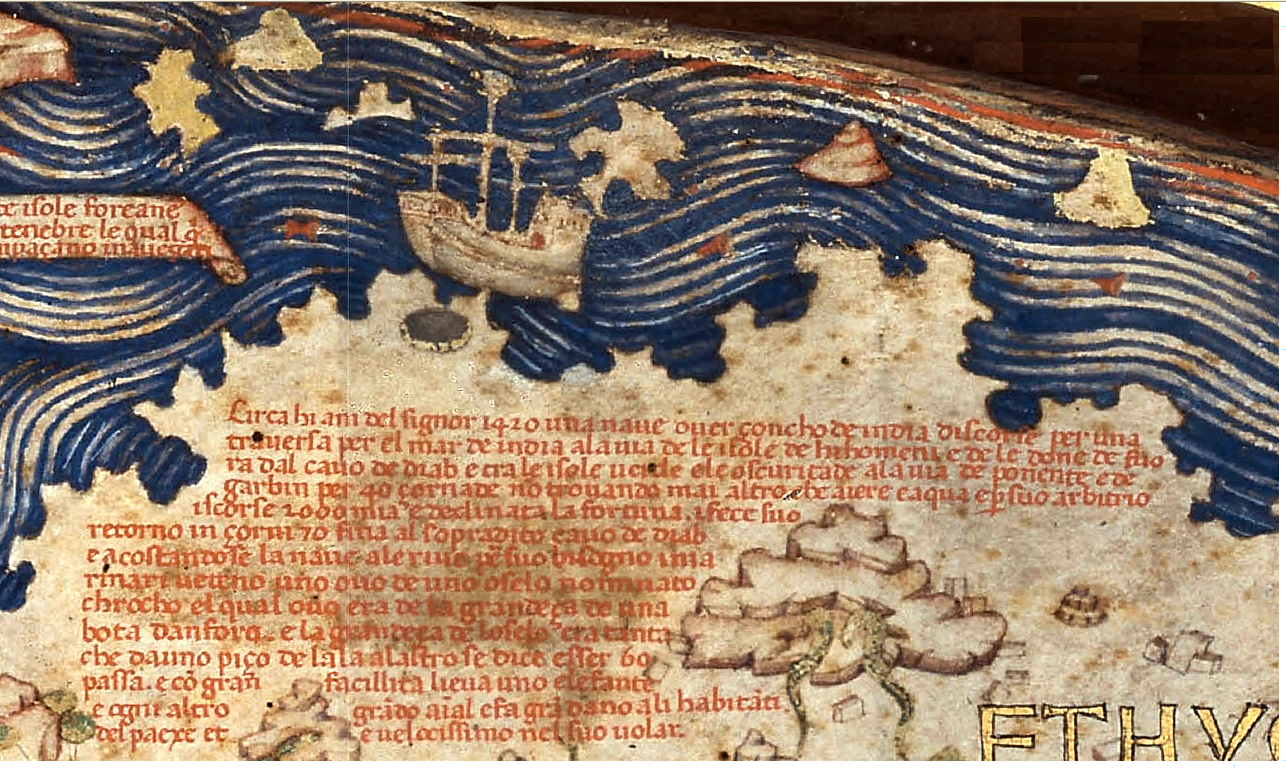
Фрагмент карты Фра Мауро с «индийской джонкой»

Около 1420 года некий корабль или индийская джонка пересекла Индийский океан на пути к островам Мужчин и Женщин, за Мысом Диаб, прошла между Зелёными Островами и Морем Тьмы. Они плыли 40 дней, их несло на запад и юго-запад, не находя ничего, кроме воздуха и воды. По их подсчётам, они проделали путь в 2000 миль. Потом условия ухудшились, и за 70 дней они вернулись к вышеупомянутому Мысу Диаб. Когда морякам понадобилось пристать к берегу, они нашли там яйцо птицы, называемой рух, размером с туловище амфоры; сама же птица была столь огромна, что от кончика одного крыла до кончика другого было 60 шагов. Эта птица, которая может с легкостью унести слона или любое другое большое животное, наносит большой ущерб обитателям той страны и летает чрезвычайно быстро.
Оригинальный текст (итал.)Circa hi ani del Signor 1420 una naue ouer çoncho de india discorse per una trauersa per el mar de india a la uia de le isole de hi homeni e de le done de fuora dal cauo de diab e tra le isole uerde e le oscuritade a la uia de ponente e de garbin per 40 çornade, non trouando mai altro che aiere e aqua, e per suo arbitrio iscorse 2000 mia e declinata la fortuna i fece suo retorno in çorni 70 fina al sopradito cauo de diab. E acostandose la naue a le riue per suo bisogno, i marinari ubitch uno ouo de uno oselo nominato chrocho, el qual ouo era de la grandeça de una bota d'anfora, e la grandeça de l'oselo era tanta che da uno piço de l'ala a l'altro se dice esser 60 passa, e con gran facillità lieua uno elefante e ogni altro grando animal e fa gran dano a li habitanti del paexe et è uelocissimo nel suo uolar

## Китай и море после Чжэн Хэ
Исторические документы минского периода не содержат каких-либо сведений о смерти Чжэн Хэ или о его деятельности после седьмой экспедиции. Поэтому историки, как правило, принимают традиционную версию его семьи, согласно которой Чжэн умер на обратном пути в Китай во время седьмой экспедиции и его тело было похоронено в море, с последующим сооружением кенотафа на холме Нюшоу под Нанкином. Однако существует также мнение, высказывавшееся, например, биографом Чжэн Хэ Сюй Юйху (кит. 徐玉虎), согласно которому флотоводец благополучно вернулся в Нанкин и прослужил на посту военного коменданта Нанкина и командующего своего флота ещё два года, умерев лишь в 1435 году.
Ван Цзинхун — второй (наряду с Чжэн Хэ) руководитель седьмого плавания — ненадолго пережил своего коллегу. В 1434 году один из суматранских правителей послал своего брата, чьё имя известно из китайских источников как Халичжихань (кит. упр. 哈利之汉, пиньинь Halizhihan), с данью к императору Чжу Чжаньцзи. В Пекине суматранский посланец заболел и умер. Ван Цзинхуну было поручено посетить Суматру, чтобы передать тамошнему правителю соболезнования от китайского императора, но он погиб при кораблекрушении возле берегов Явы.
Некоторое время после возвращения седьмой экспедиции представители ближних и дальних заморских государств продолжали прибывать в Китай. Так, Бенгалия поддерживала отношения с Китаем ещё несколько лет после последнего плавания флота Чжэн Хэ. «История Мин» упоминает, что бенгальцы доставляли в Китай «цилиней» (жирафов, видимо поставлявшихся в Бенгалию из Африки) в 1438 и 1439 годах, но затем контакты с ними прекратились. Доставка дани из Камбоджи постепенно уменьшалась и к 1460 году вовсе сошла на нет. Яванские посланцы также стали редкими гостями в Китае после 1466.
Китайский союзник, государство Тямпа, находившееся на юге современного Вьетнама и посещавшееся во всех плаваниях флота Чжэн Хэ, было завоёвано вьетнамцами в 1471 году. Малакка, становление которой как независимого государства было тесно связано с плаваниями Чжэн Хэ, была в 1511 году захвачена португальцами, учинившими кровавую резню тамошних торговцев-китайцев.
Тем не менее, морские контакты с рядом соседних государств (Рюкю, Япония, Таиланд), которые были активными ещё при императоре Хунъу, задолго до плаваний флота Чжэн Хэ, продолжались в той или иной мере практически на протяжении всего минского периода. Однако центр внимания минской дипломатии, как и сама минская столица, переместились с юга на север, где борьба с монголами, а затем с маньчжурами продолжалась с переменным успехом все два с лишним века, оставшихся минской империи. К концу XV века ответственность за сношения с южными соседями Китая была вверена местным властям приграничных и приморских провинций: Гуанси, например, посылала указания во Вьетнам (1480 год), а Гуандун имел дело с Явой (1501 год). Когда в начале XVI века другие заморские гости — португальцы — прибыли к китайским берегам, а потом и основали колонию в Макао, они встретили подобное же отношение: с ними имели дело провинциальные власти из Гуанчжоу или региональные из Учжоу (где базировался генерал-губернатор Гуанчжоу и Гуанси), а чаще и вовсе уездные, из Сяншаня (ныне Чжуншань). Попытка послать делегацию во главе с Томе Пиресом напрямую к минскому трону закончилась плачевно (1516—1524); иезуитам Микеле Руджери и Маттео Риччи понадобилось в совокупности более 20 лет усилий (1579—1601), чтобы наконец получить вход в Запретный город.
После 1435 года строительство кораблей для нужд государства и государственное мореплавание вообще быстро пришли в упадок. Исторических данных о судьбе тех кораблей, которые в 1433 году вернулись в Китай из последнего плавания в Индийский океан, не существует, но специалисты полагают, что срок их жизни был ненамного отличен от китайских кораблей XVI века, которые подлежали ремонту каждые 3—5 лет и полной перестройке после 10 лет службы, и замена вышедших из строя кораблей более не производилась. В 1436 году после смерти императора Сюаньдэ и начала эры Чжэнтун (когда страной фактически стали управлять бабушка малолетнего императора и евнухи, возглавляемые Ван Чжэнем) вышел указ о запрещении строительства океанских судов, и объёмы строительства судов меньших размеров были также сокращены.
Массовые морские грузовые перевозки из дельты Янцзы на север страны — главным образом, зерно для снабжения Пекина и войск — прекратились ещё раньше, после открытия реконструированного Великого канала в 1415 году, что в свою очередь вызвало упадок в деле строительства морских судов.
Конкретные причины смены приоритетов государства, его отказа от крупномасштабной морской политики остаются предметом дискуссии историков. В числе важных факторов называются как объективная ситуация (необходимость экономии средств госбюджета в условиях практически постоянной борьбы с монголами и общих экономических проблем империи), так и вековая вражда между конфуцианскими чиновниками-интеллектуалами (которых, столетие спустя, португальцы прозвали «мандаринами») и придворными евнухами (с которыми конфуцианцы ассоциировали строительство флотов и прочие рискованные и дорогостоящие затеи).
Негативный взгляд на евнухов усилился в обществе в результате катастрофического развития событий в эру Чжэнтун (1435—1449). Чжу Цицжэнь, которому в момент прихода к власти в 1435 году едва исполнилось семь лет, превратился в игрушку в руках дворцовых евнухов, возглавляемых Ван Чжэнем. Когда в 1449 году полумиллионная китайская армия была уничтожена монголами в битве при Туму, а сам император попал в плен к ним, вина за происшедшее была возложена на евнухов, и в первую очередь на самого Ван Чжэня, также погибшего в этой битве). С именами двух других евнухов последующих десятилетий, Цао Цзисяна и Ван Чжи, также связываются периоды «произвола евнухов».

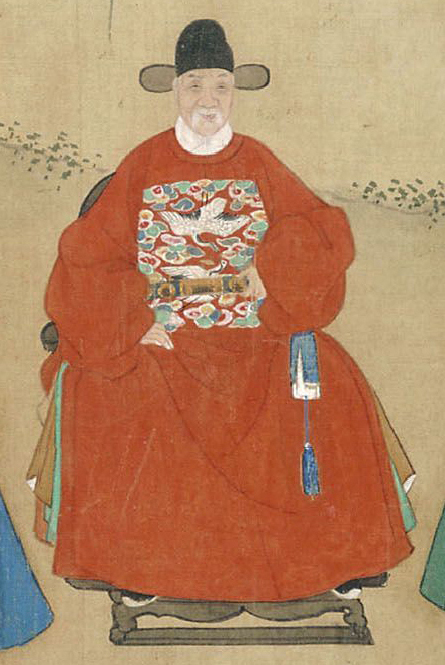
Архивист-патриот Лю Дася

Существует много вариантов истории о том, как в результате вражды между мандаринами и евнухами были уничтожены хранившиеся в государственных архивах документы о плаваниях Чжэн Хэ. По одной распространённой версии, в 1447 году евнух Ван Чжи, попытавшийся организовать новую заморскую экспедицию, запросил информацию о плаваниях Чжэн Хэ, но получил от министра обороны, Сян Чжуна (Xiang Zhong), ответ, что все документы, относящиеся к этому вопросу, утеряны; на самом же деле их спрятал или уничтожил чиновник этого же (или смежного) министерства Лю Дася, дабы «воспрепятствовать дальнейшей растрате государственных средств» и бесцельной гибели сограждан, призванных на морскую службу. За свой патриотический поступок Лю Дася заслужил восхищение министра и впоследствии сам занял высокий пост. По другой версии истории об архивисте-патриоте, Ван Чжи собирался пойти войной на Вьетнам и затребовал документы о войне во Вьетнаме периода Юнлэ, каковые Лю Дася и уничтожил, чтобы предотвратить войну, которая бы опустошила весь юго-запад страны. По этой версии, министром, одобрившим поступок Лю, был Юй Цзыцзюнь (Yu Zijun).
Есть также и традиция, связывающая уничтожение документов с именем министра обороны Юй Цяня (1398—1457), который обычно рассматривается как героическая фигура, спасшая страну после Тумуской катастрофы и боровшаяся с засильем евнухов. Однако историки считают, что эта традиция представляет собой лишь достаточно распространённую тенденцию людей связывать те или иные известные события с именами знаменитых людей; в реальности же уничтожение документов случилось позднее.
Историки замечают, что даже в разгар флотской активности в начале XV века минская империя не озаботилась созданием хорошо организованного флота для защиты прибрежных вод от пиратов: отмечается, например, что в 1417 году евнуху Чжан Цяню, возвращавшемуся в Китай из дальнего плавания, пришлось отбиваться от так называемых японских пиратов у самых берегов родины. Хотя теоретически, по указу 1370 года, каждому из 70 приморских военных гарнизонов (вэй) полагалось иметь по 50 военных кораблей, на практике, по мнению историка Э. Дрейера, ни о каких 3500 кораблях никогда не приходилось вести и речи. А к началу XVI века едва ли 10—20 % от числа кораблей, предусмотренных этим планом, существовали в реальности, при этом даже самые крупные из них были грузоподъемностью в 400 ляо (вероятно, около 100 тонн грузоподъемности или 160 тонн водоизмещения), с экипажем в около 100 человек. История Лунцзянской верфи в Нанкине (где строился флот Чжэн Хэ), вышедшая в 1553 году, отмечает, что никаких планов или измерений океанских судов со времён Чжэн Хэ не сохранилось, а корабли, которые ещё продолжали строиться (главным образом, из древесины, взятой из старых кораблей), были весьма плохого качества.
Когда проблема с пиратами обострилась в середине XVI века, возглавивший борьбу с ними Ци Цзигуан смог обзавестись лишь небольшим флотом малых патрульных судов; никаких попыток вновь построить большой флот по типу Чжэн Хэ не предпринималось. Правительство же нередко полагало, что самым действенным средством борьбы с пиратами будет «морской запрет»: запрещение строить какие бы то ни было морские суда и выходить в море, ограничение легальной морской торговли очень небольшим числом портов, а иной раз и принудительная эвакуация населения из прибрежной зоны. Эти запретительные меры нанесли дополнительный вред экономике, падение доходов от морской торговли повело за собой расцвет контрабанды, которой промышляло приморское население.
Несмотря на уничтожение архивных документов, определённое количество документальной информации о плаваниях эры Юнлэ сохранилось среди минских военных специалистов. Так, в составленной в 1620-х годах военной энциклопедии Убэй чжи имеется навигационная карта, показывающая маршруты плаваний из низовий Янцзы через Юго-восточную Азию и Индийский океан до Аравии и Aфрики. Эта карта несомненно основывается на данных, собранных во время плаваний Чжэн Хэ

## Память о плаваниях Чжэн Хэ

### Чжэн Хэ в памяти китайского общества

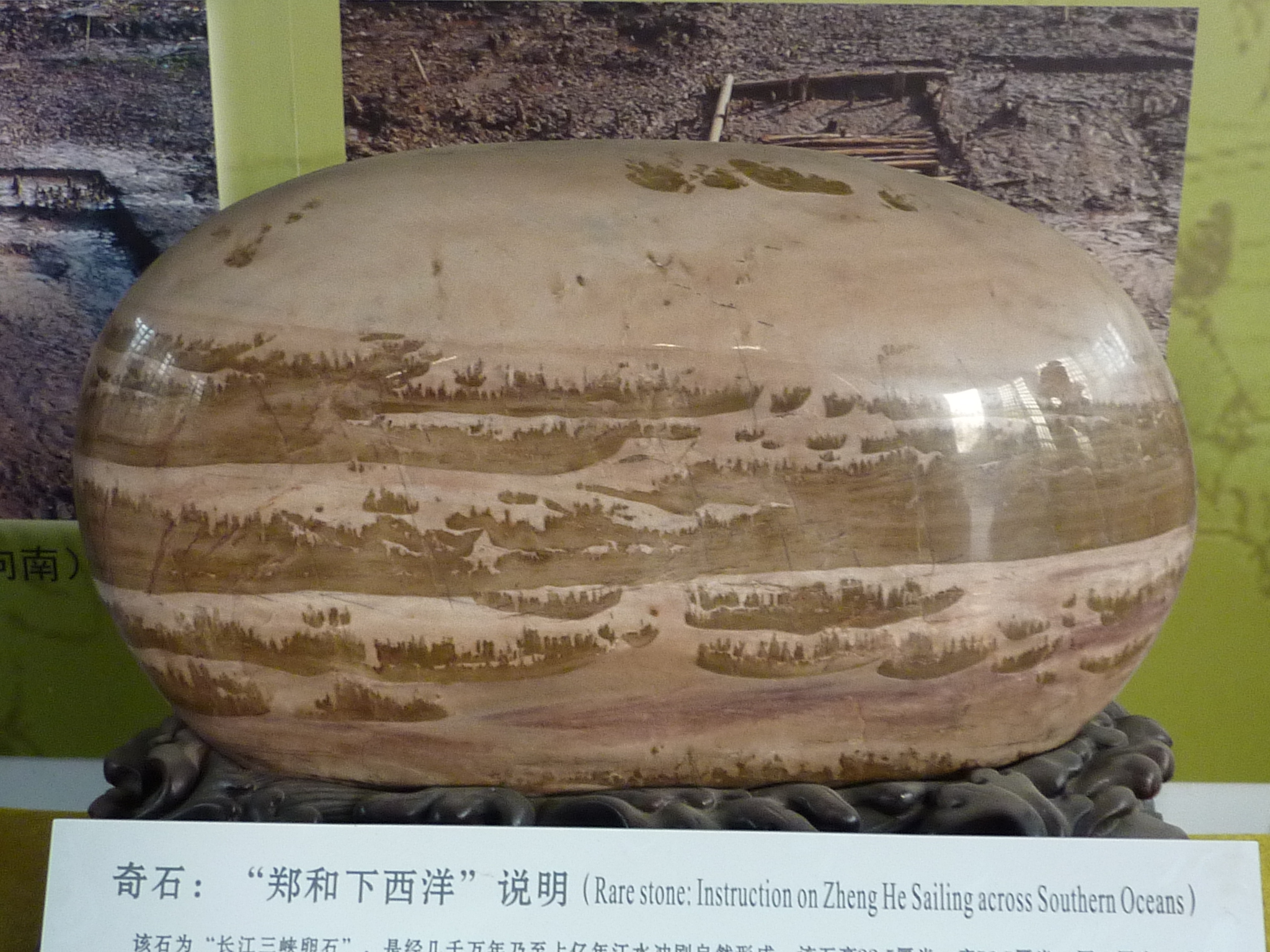
Камень, естественный узор на котором напоминает о флоте Чжэн Хэ, выходящем в море — краса и гордость современного Музея верфи кораблей-сокровищниц в Нанкине

С развитием кризиса минской династии усилились настроения, направленные на открытие и героизацию деятелей прошлого, олицетворявших собой лучшую жизнь и лучшие времена, способность Китай побеждать внешних врагов. Имена Чжэн Хэ и Ван Цзинхуна вновь явились в народной памяти.
Так, в 1597 году — в обстановке, когда японцы осмелились напасть на ближайшего китайского союзника, Корею, и лишь ценой огромных затрат и потерь были изгнаны с полуострова, — Ло Маодэн (кит. 罗懋登) опубликовал фантастико-приключенческий роман «Плавание Чжэн Хэ по Индийскому океану». В этом произведении подлинная информация, почерпнутая из исторических источников, дополнена авторской фантазией. Путешествие Чжэн Хэ представляется событием эпического масштаба, полным битв с враждебными силами (в отличие от официальной истории, где упоминаются лишь три крупные военные операции — против пиратов в Палембанге, против повстанцев в Семудере и на Цейлоне — плюс стычки с яванцами в 1407 г), а сам командующий наделяется чертами жестокосердного завоевателя, расстреливающего вражеские города, беспощадно расправляющегося с мирным населением.
В 1615 году появилась пьеса неизвестного автора «По императорскому приказу, Саньбао отправляется в плавание по Западному Океану» (奉天命三保下西洋).
В начале XX века, на волне движения за освобождения Китая от иностранной зависимости, принесённой при помощи европейских флотов, образ Чжэн Хэ, стоящего во главе мощного китайского флота, обрёл новую популярность. Большой вклад в популяризацию этого образа внесла опубликованная в 1905 г. статья публициста Лян Цичао «Чжэн Хэ — великий мореплаватель нашей родины».
В современной КНР Чжэн Хэ рассматривается как одна из выдающихся личностей из истории страны, а его плавания (обычно рассматриваемые как образец мирной политики Китая по отношению к своим соседям) противопоставляются захватническим экспедициям европейских колонизаторов XVI—XIX веков

### Китайская диаспора в Юго-Восточной Азии

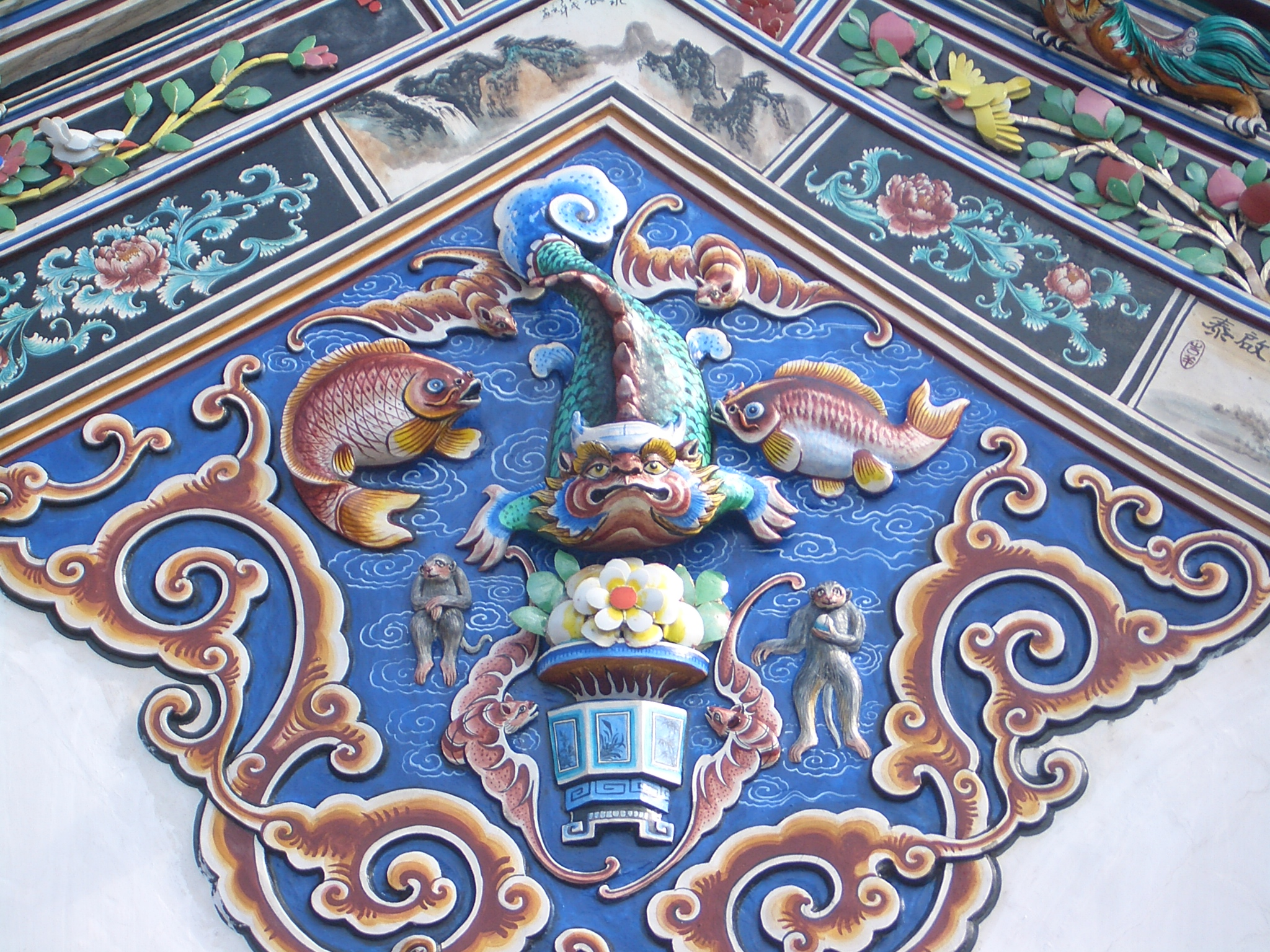
Фрагмент декора храма По Сан Тэн (на севернокитайском: Бао Шань Тин) у подножия «Китайского холма» в Малакке

Путешествия Чжэн Хэ дали мощный импульс к росту китайской диаспоры, которая, постоянно увеличиваясь за счёт купцов и дезертиров, осела на прибрежных землях, протянувшихся от китайских границ вплоть до Индии. Многие китайские общины Малайзии и Индонезии рассматривают Чжэн Хэ и Ван Цзинхуна как фигур-основателей, практически как святых-покровителей. В их честь сооружены храмы и поставлены памятники.
В Малайзии очень популярна легенда о том, что Чжэн Хэ, в XV столетии направляясь в Малакку, привёз с собой китайскую принцессу по имени Хан Либо, которой предстояло выйти замуж за малаккского монарха. Принцесса привезла с собой 1500 человек прислуги и 5000 молодых девушек, которые осели в районе «Китайского холма» (Букит Чина) в Малакке и стали прародителями китайцев-старожилов Малайзии и Сингапура, известных как баба-нёня, или перанаканы (в отличие от более поздней волны китайской иммиграции, прибывшей во время британского владычества в XIX—XX веках).
Эта история, однако, отсутствует в китайских анналах. Если верить хронике Фэй Синя и ранним португальским свидетельствам, то можно предположить, что в реальности один из малаккских султанов женился на китаянке, дочери одного из моряков, оставшихся в Малакке.

### В Европе
На рубеже XV—XVI веков португальские мореплаватели проникли в Индийский океан и приступили к установлению своего контроля над его торговыми путями, по которым (в обратном направлении) плавал флот Чжэн Хэ менее века до того. В портах этого океана ещё была жива память о китайских армадах, хотя сперва португальцам было не слишком ясно, откуда они там появлялись. Одно из первых известных европейских упоминаний о загадочных визиторах — письмо работавшего в Лиссабоне флорентийского предпринимателя Джироламо Серниджи о первой экспедиции Васко да Гамы, которое он отослал на родину в июле 1499 года. По его словам, в Каликуте португальцы узнали о том, что лет 80 до них там побывал флот хорошо вооружённых «белых христиан, c длинными волосами как у немцев», которые потом возвращались каждые два года. Поскольку про какие-либо походы немцев в Индию португальцам ничего известно не было, Серниджи предполагал, что возможно у русских есть порт в этом регионе и это могли быть они. Вскоре, однако, португальцы узнали от индийцев, что таинственных пришельцев зовут «Чин» (название, которое в первой половине XV в. европейцы ещё не отождествляли с «Катаем», где был Марко Поло), и в 1508 году Мануэл I дал задание адмиралу ди Сикейре
разузнать про «чинов», из каких мест они прибывают и как далеко [до туда], и в какое время [года] они посещают Малакку или другие места, где ведут торговлю, и какие товары привозят, и сколько их кораблей приходит каждый год, и что это за корабли,… и богатые ли они купцы, и слабые ли они люди или воины, и есть ли у них оружие или артиллерия, и какую одежду носят, и большие ли они ростом, и всю прочую информацию о них, и христиане ли они или язычники, велика ли их земля, и один лишь над ними король или несколько …
Оригинальный текст (порт.)Preguntarees pollos chijns, e de que parte vem, e de cam longe, e dem quanto em quanto vem a Malacca ou aos lugares em que tratauam, e as marcadarjas que trazem, e quamtos naoos d elles vem cado anno, e pellas feyçoes de suas naoos, …, e se sam mercadores riquos, e sse ssam homeens fracos o guerreiros, e se teem armas ou artelharjas, e que vestidos trazem, e sse ssam gramdes homees de corpos, e toda a outra enformacam d elles, e sse ssam christaaõs se gentios, ou sse he gramde terra a sua, e sse tem mais de huum rey antre elles …
Как замечают историки, чтобы ответить на все вопросы короля Мануэла, португальцам потребовалось большая часть века. Тем не менее, (якобы) существовавший в недавнем прошлом китайский контроль над приморскими районами Индии, Малаккой и многими островами Юго-восточной Азии, так же как и решение китайского руководства покинуть заморские страны, вскоре стали хорошо известным фактом для европейцев, хотя имя самого Чжэн Хэ в европейской литературе этого периода никогда не появляется. Этот взгляд на историю Азии представлен уже в первой европейской книге, посвящённой Китаю, «Tratado das cousas da China» доминиканского монаха Гаспара да Круза (1569), где он подкреплен ссылками как на разного рода архитектурные и культурные памятники китайского происхождения в этих регионах, так и на существующую там «вечную память» о китайском господстве. Этот же мотив повторяется и в «бестселлере» испанского августинца Хуана Гонсалеса де Мендосы (1585) «Historia de las cosas más notables, ritos y costumbres del gran reyno de la China».
Дальновидный ветеран португальской экспансии в Азии, Диогу Перейра «Малабарский» (Diogo Pereira, o Malabar) в письме, написанном дону Жуану III незадолго до своей смерти в 1539 году, даже рекомендовал португальскому королю последовать примеру китайцев и покинуть индийские колонии. Португальский историк Жуан ди Барруш (1496—1570) считал, что, прекратив сухопутную и морскую колониальную экспансию, китайцы были гораздо более дальновидны нежели греки, карфагеняне или римляне, которые завоевывая чужие страны, в конечном счете потеряли свою. По мнению современного историка Ж. М. душ Сантуш Алвеш, этим сравнением ди Барруш также проводил параллель между китайским решением прекратить операции в Индии и необходимостью для маленькой Португалии выбрать правильные географические приоритеты в своей программе глобальной экспансии. Позднее, португальский экономист времен Иберийской унии Дуарте Гомеш Солиш вовлек аргумент об оставлении китайцами Индии в свои пространные рассуждения о нежелательности испанской торговли с Китаем (ввоз мексиканского серебра через Филиппины), как причиняющей вред португальской торговле с ним же (через Индию и Макао).

### В мусульманском мире
В популярной литературе высказывалось даже мнение, что Чжэн Хэ был прототипом Синдбада-морехода. Доказательства тому ищут в сходстве звучания между именами Синдбад и Саньбао и в том, что оба совершили по семь морских путешествий.

### В Африке
На берегах и прибрежных островах южного Сомали и северной Кении живёт небольшая народность баджуни, издавна славящаяся как рыболовы и мореходы. Они говорят на суахили и испытали сильное арабское и возможно персидское влияние. Ряд авторов высказывали и предположение, что среди их предков могут быть выходцы из Азии, в частности, родственные полинезийцам (что не удивительно, поскольку вдоль этих берегов могли бы следовать из Индонезии на Мадагаскар предки нынешних мальгашей).
Журналистами высказывалось предположение, что, возможно, «азиатская кровь» и культурные черты у баджуни происходят от оставшихся в Африке моряков Чжэн Хэ. Старожилы небольшого клана Фамао в деревне Сию (Siyu) на острове Пате в архипелаге Ламу у берегов Кении утверждают, что в числе их предков — китайские моряки, потерпевшие там кораблекрушение. По мнению журналистов, кое-кто из членов этого клана даже с виду больше похож на азиатов, чем на африканцев.

### В Австралии
Легенды аборигенов полуострова Арнем-Ленд на севере Австралии рассказывают о том, что в давние времени их край посещали некие «байджини», которые занимались ловлей и обработкой трепангов, рисоводством, строили каменные дома. Хотя большинство историков полагают, что легендарные байджини были одним из народов нынешней Индонезии (хорошо известно, что макасары вели заготовку трепангов в этих местах в XVIII—XIX вв.), существует и точка зрения, по которой байджини были китайцами по происхождению.
Есть также интерпретация хроники Фэй Синя, по которой флот Чжэн Хэ посетил Тимор, ближайший индонезийский остров к Австралии. В связи с этим американская журналист Луиза Леватес высказывает предположение, что один из кораблей его флота сумел достичь Австралии, хотя документальных свидетельств на этот счёт не существует. Она также обращает внимание на сходство названий загадочных «байджиней» и африканских «баджуней».

### В западной прессе и популярной литературе
В силу своего масштаба, своего отличия от предшествующей и последующей китайской истории и своей внешней схожести с плаваниями, которые несколько десятилетий позднее начали европейский период Великих географических открытий, плавания Чжэн Хэ стали одним из самых известных эпизодов китайской истории за пределами самого Китая. Например, в 1997 году журнал Life в списке 100 человек, оказавших наибольшее влияние на историю в последнем тысячелетии, поместил Чжэн Хэ на 14-е место (другие 3 китайца в этом списке — Мао Цзэдун, Чжу Си и Цао Сюэцинь).
В связи с плаваниями Чжэн Хэ западные авторы часто задают вопрос: «Как получилось так, что европейская цивилизация за пару веков вовлекла в свою сферу влияния весь мир, а Китай, хотя начал крупномасштабное океанские плавания раньше и с гораздо большим флотом, чем имели Колумб и Магеллан, вскоре прекратил такие экспедиции и перешёл к политике изоляционизма?», «что было бы, если бы Васко да Гама встретил на своём пути китайский флот, подобный флоту Чжэн Хэ?».
Ответы, естественно, даются разные, в зависимости от научных или политических воззрений автора. Наиболее своеобразный ответ даёт отставной британский подводник Гевин Мензис, который в своих книгах, что якобы китайский флот Чжэн Хэ открыл Америку и доплыл до Европы, но всякая информация об этом в источниках о его плавании отсутствует. Историки не воспринимают эти произведения серьёзно и указывают на непрофессиональную интерпретацию источников у Мензиса (не владеющего китайским языком) и подмену аргументации фантазиями.